# Convento de Cristo
O Convento de Cristo (século XII – século XVIII) é a denominação atribuída a um conjunto de edificações históricas situado na freguesia de São João Baptista, cidade de Tomar, Portugal. O início da sua construção remonta a 1160 e está intimamente ligado aos primórdios do Reino de Portugal e ao papel então desempenhado pela Ordem dos Templários, onde tinha a sua sede portuguesa, tendo subsequentemente sido reconfigurado e expandido pela herdeira Ordem de Cristo.
Construído ao longo de centenas de anos por alguns dos mais importantes mestres e arquitetos medievos a trabalhar em território nacional (Diogo de Arruda, João de Castilho e Diogo de Torralva entre tantos outros), este conjunto arquitetónico inclui edificações diversificadas, quase todas de notável relevância patrimonial, podendo destacar-se o castelo e a Charola templária, os claustros quatrocentistas, a igreja manuelina e o convento renascentista. A sua configuração presente reflete as sucessivas funções a que se destinou e as tipologias arquitetónicas dos períodos históricos em que foi edificado. Nele podemos encontrar elementos tipicamente românicos, góticos, manuelinos, renascentistas, maneiristas e do chamado estilo chão.
"Compêndio de arte, e compêndio de história", ao Convento de Cristo estão estreitamente ligadas muitas figuras maiores da história de Portugal. Desde logo o mestre Templário Gualdim Pais, verdadeiro fundador da cidade de Tomar; o Infante D. Henrique, responsável por uma importante fase de reconversão e expansão do convento; D. Manuel I, que mandou erigir a igreja quinhentista, verdadeiro Ex libris do estilo manuelino; D. João III, que implementou uma radical refundação da Ordem de Cristo e do próprio convento, ali projetando as suas preferências arquitetónicas; Filipe II de Espanha, que prolongou o programa construtivo do reinado de D. João III e aí realizou as cortes que o reconheceram como rei de Portugal.
O Convento de Cristo destaca-se como um dos mais importantes conjuntos monumentais existentes em território português e encontra-se classificado como Monumento Nacional (1910) e como Património Mundial (1983).
Em 2022, registou 260.871 entradas, sendo um dos monumentos mais visitados do país.

## História
Convento de Cristo é denominação que geralmente identifica um importante conjunto arquitetónico que inclui o Castelo Templário de Tomar, a Charola templária e igreja manuelina adjacente, o convento renascentista da Ordem de Cristo, a cerca conventual (ou Mata dos Sete Montes), a Ermida de Nossa Senhora da Conceição e o aqueduto conventual (Aqueduto dos Pegões). A sua construção iniciou-se no século XII e prolongou-se até ao final do século XVII, envolvendo um vasto empenhamento de recursos, materiais e humanos, ao longo de sucessivas gerações. Atualmente é um espaço cultural, turístico e ainda devocional.

### Séculos XII-XVIII
O castelo foi fundado por Gualdim Pais no reinado de D. Afonso Henriques (em 1160) e ainda conserva memórias do tempo desses monges cavaleiros empenhados na reconquista; compreendia a vila murada, o terreiro e a casa militar situada entre a casa do Mestre, a Alcáçova, e o oratório dos cavaleiros (a Rotunda ou Charola). Em 1357, quarenta e cinco anos depois da extinção da Ordem dos Templários, o castelo passou a ser em definitivo a sede da Ordem de Cristo, criada em sua substituição ainda no reinado de D. Dinis.

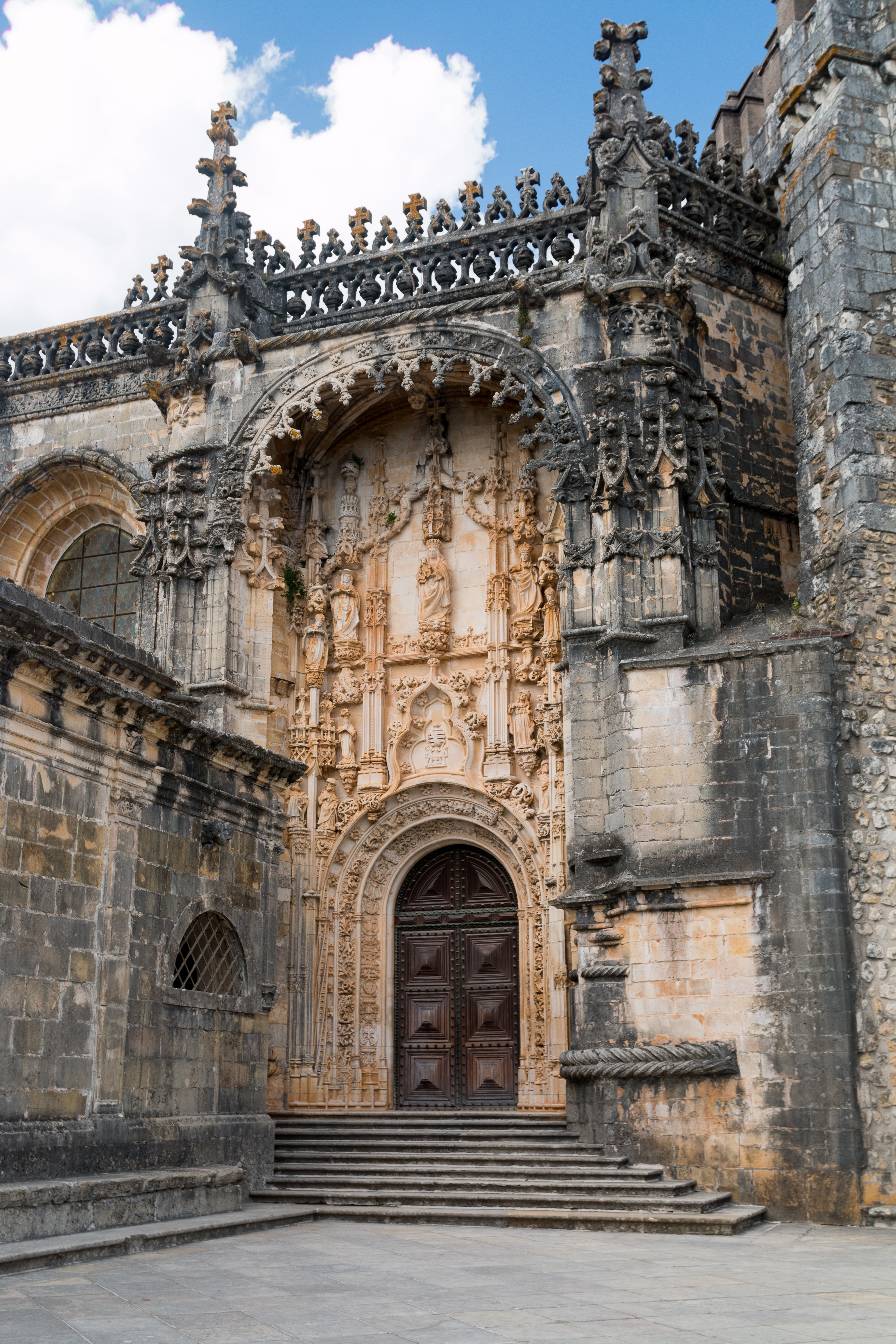
Portal de entrada

Em 1420 o Infante D. Henrique é nomeado governador e administrador da Ordem de Cristo e, a partir daí, o exercício da governação da Ordem será entregue à família real. A Ordem é reconfigurada sem desvirtuar o seu espírito original, de cavalaria e de cruzada, mas dirigindo-a para um novo objetivo, o da expansão marítima, que a própria Ordem irá financiar (é com o Infante que os Cavaleiros se tornam navegantes e que muitos navegantes se tornam cavaleiros de Ordem de Cristo). Durante a sua regência o ramo de religiosos contemplativos é introduzido na Ordem, passando a coexistir com o dos freires-cavaleiros; a casa militar do castelo é transformada num convento, são construídos dois claustros e a Alcáçova é adaptada para casa senhorial do Infante.
Entre 1495 e 1521 D. Manuel é rei de Portugal, assumindo o cargo de governador e regedor da Ordem, que no seu reinado terá um profundo envolvimento na empresa dos Descobrimentos, ficando detentora de um imenso poderio espalhado por todo o império português. O convento vai ser palco de importantes obras de ampliação e beneficiação, que se entrosam com o espírito que preside ao reinado desse monarca. É ampliada a Rotunda templária para ocidente, com a construção extramuros de uma imponente igreja/coro e sacristia (iniciada por Diogo de Arruda e terminada por João de Castilho), onde é posto em prática um idioma decorativo renovador (estilo manuelino) que "celebra as descobertas marítimas portuguesas, a mística da Ordem de Cristo e da Coroa numa grandiosa manifestação de poder e de fé".
Mais ainda do que D. Manuel, D. João III irá centrar em Tomar muitas das suas iniciativas, em consonância com o desejo de tornar essa cidade numa espécie de «capital espiritual» do reino, onde desejaria ser sepultado (alguns historiadores admitem ter sido este o motivo da construção da pequena Igreja-mausoléu de Nossa Senhora da Conceição). A partir de 1529 ordena uma profunda reforma da Ordem de Cristo e a construção de um novo espaço conventual. O processo é liderado por Frei António de Lisboa, notável humanista que implementa uma mudança global na instituição, transformando a Ordem numa estrita ordem de clausura (inspirada na Regra de São Bento) e promovendo a construção de um convento de grande escala. Será João de Castilho, o mais reputado arquiteto/mestre-de-obras da época, a assumir a responsabilidade da obra (c. 1532–1552), seguindo-se Diogo de Torralva (depois de 1554). As novas edificações irão surgir a poente do castelo e da Nave manuelina, de acordo com um sóbrio estilo classicista que contrasta com o caráter híper-decorativo do manuelino.
É no terreiro da igreja do Convento de Cristo que têm lugar as Cortes de Tomar de 1581, em que D. Filipe I (Filipe II de Espanha) é aclamado Rei de Portugal. Herdeiro do trono português, Filipe I torna-se também mestre da Ordem de Cristo. A edificação do convento irá prolongar-se durante a sua governação e a dos seus sucessores, com a conclusão do Claustro de D. João III, a construção da Sacristia Nova e, a sul, do Aqueduto (de Filipe Terzi). Também o flanco norte sofre alterações significativas, com a edificação da Portaria Nova e do Dormitório Novo no Claustro da Hospedaria e, no final século XVII, da grande Enfermaria e da Botica nova, as derradeiras obras de vulto realizadas no convento, já em data posterior à Restauração da Independência.

### Séculos XIX-XXI

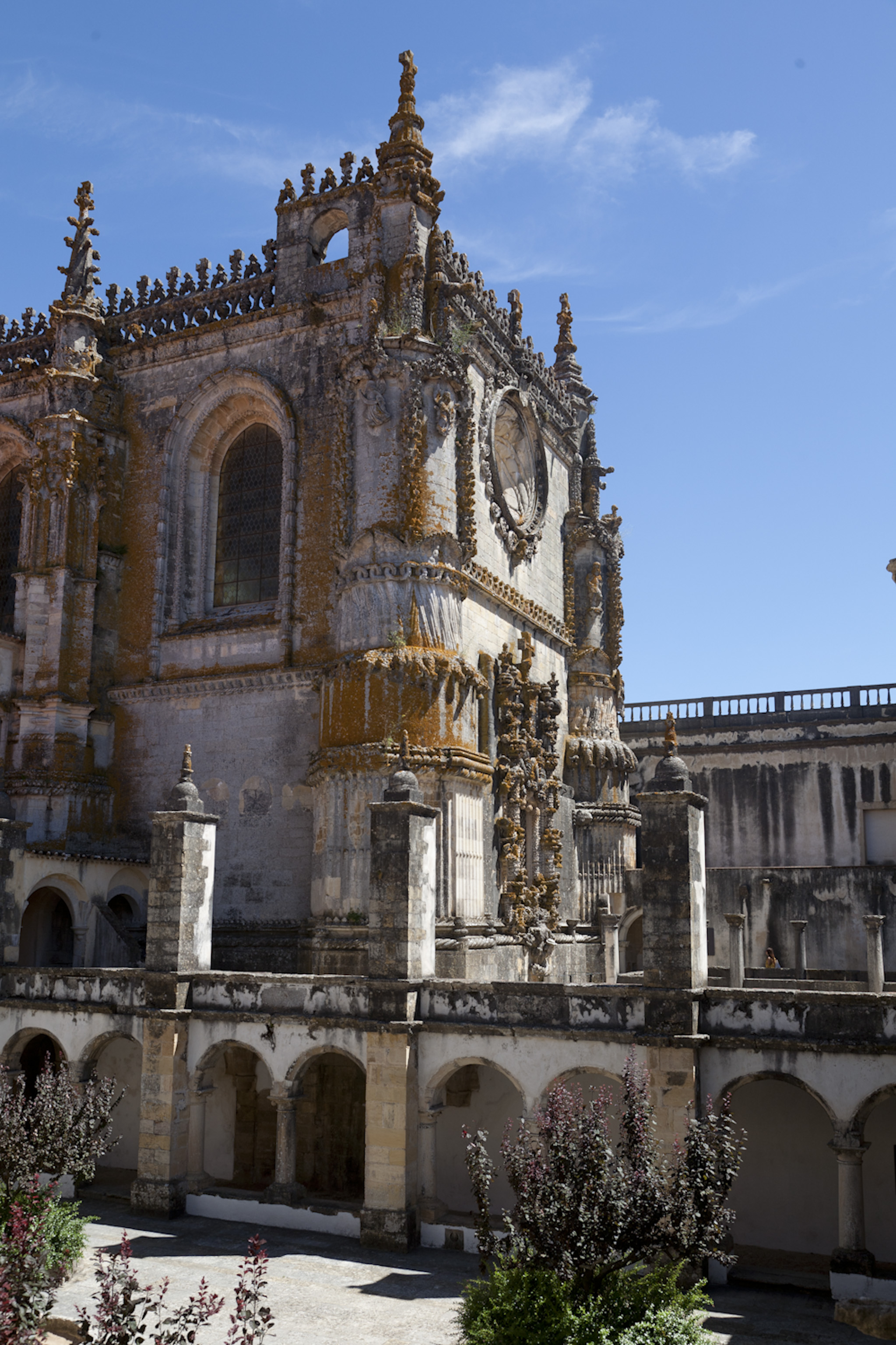
Igreja manuelina e Claustro da Hospedaria (é percetível a zona removida desse claustro, de que restam os pilares do 1º piso)

Os século XIX e XX representam para o Convento de Cristo um tempo conturbado e de mudança profunda. Em 1811 as tropas francesas ocupam o convento, levando à destruição do notável cadeiral do coro. Em 1834, a extinção das ordens religiosas põe subitamente termo à vida monástica neste convento masculino (por vontade de D. Maria II, a Ordem de Cristo irá no entanto sobreviver, sob a forma de Ordem Honorífica; o seu Grão-Mestre é, no presente, o Presidente da República Portuguesa); parte importante do seu recheio é roubada, nomeadamente livros de canto em pergaminho com iluminuras, pinturas e outros espécimes artísticos. No ano seguinte muitos dos bens conventuais (tais como a Cerca conventual, o recinto da vila antiga no castelo e as edificações do ângulo sul-poente do convento), são vendidos em hasta pública a um particular, futuro Conde de Tomar, que transforma a ala poente do claustro dos Corvos num palacete ao gosto oitocentista onde ele e a sua família irão residir durante várias gerações.
Em 1845 D. Maria II, acompanhada por D. Fernando, instala-se no convento; sete anos mais tarde D. Fernando ordena a demolição do piso superior do Claustro de Santa Bárbara e do primeiro e segundo pisos da ala sul do Claustro da Hospedaria para permitir uma melhor visualização das fachadas da igreja quinhentista, nomeadamente da janela manuelina, a oeste, que ficara obstruída pelas edificações renascentistas.
No final do século XIX são entregues aos militares diversas dependências — como as antigas enfermarias, hospital, sala dos Cavaleiros, Botica e claustro da Micha —, para ocupação pelo Hospital Militar Regional; em 1917 todo o conjunto, à exceção da igreja, passa a ser ocupado pelo Ministério da Guerra. Em 1939 as propriedades dos herdeiros do conde de Tomar são readquiridas pelo Estado. A desafetação dos espaços entregues à esfera militar iria processar-se mais tarde, já nas últimas décadas século XX, tendo o Estado reassumido a plena posse do convento agora com funções culturais e turísticas, que se mantêm.
Ao longo dos anos foram muitas as ações de recuperação do Convento de Cristo; a elas se deve a sobrevivência do conjunto histórico que hoje podemos admirar. De entre as mais recentes destaque-se o prolongado processo de restauro da charola (iniciado no final da década de 1980 e terminado em 2013), que permitiu revelar um tesouro há muito escondido: as pinturas em trompe l'oeil do período manuelino, "cuja visão transforma notavelmente a leitura do espaço interior da charola".

### Classificação patrimonial
Devido ao seu notável valor patrimonial, o Convento de Cristo encontra-se classificado como Monumento Nacional (1910) e como Património Mundial (1983). A classificação da UNESCO como Património Mundial baseou-se em dois critérios: primeiro, o Convento de Cristo representa uma realização artística de exceção no que toca ao templo primitivo e às edificações quinhentistas; por outro lado, está associado a ideias e acontecimentos de significado universal, tendo sido concebido na sua origem como um monumento simbólico da reconquista e tornando-se, no período manuelino, num símbolo inverso, o da abertura de Portugal às civilizações exteriores.

## Caracterização arquitetónica
O conjunto diversificado que compõe o Convento de Cristo foi construído entre os séculos XII e XVII, tendo sofrido adaptações sucessivas que refletiram os vários tipos de utilização que acolheu e as características estilísticas da arquitetura dos diferentes momentos históricos, partilhando traços românicos, góticos, manuelinos, renascentistas, maneiristas e do denominado estilo chão.
Num balanço muito simplificado, das edificações iniciais dos séculos XII e XIII que sobreviveram destaquem-se o Castelo e a Charola templária (em estilos românico e gótico); das intervenções do tempo do Infante D. Henrique no século XV, assinalem-se os claustros góticos, a noroeste da Charola, e as ruínas do Paço do Infante; a intervenção quinhentista inicial (1510–1515) deixou-nos a igreja/coro manuelina, a ampla valorização do interior da Charola, o Portal sul e uma inacabada Sala do Capítulo, onde predomina o estilo manuelino; as empreitadas seguintes, iniciadas c. 1532, corresponderam à edificação do vasto convento em estilo renascentista (sendo maneirista o Claustro de D. João III), que envolveu exteriormente a igreja manuelina e ocupou uma extensa área a oeste (incluindo vários claustros, dormitórios, refeitório, cozinha e outros espaços destinados à vida monástica); as derradeiras etapas de construção tiveram lugar durante a Dinastia Filipina e no período posterior à Restauração, correspondendo à edificação, entre outros, do longo bloco, em estilo chão, que delimita o complexo conventual a norte/nordeste (que acolheu a Portaria Nova ou Portaria Filipina, a Enfermaria e a Botica) e do Aqueduto, a sul.

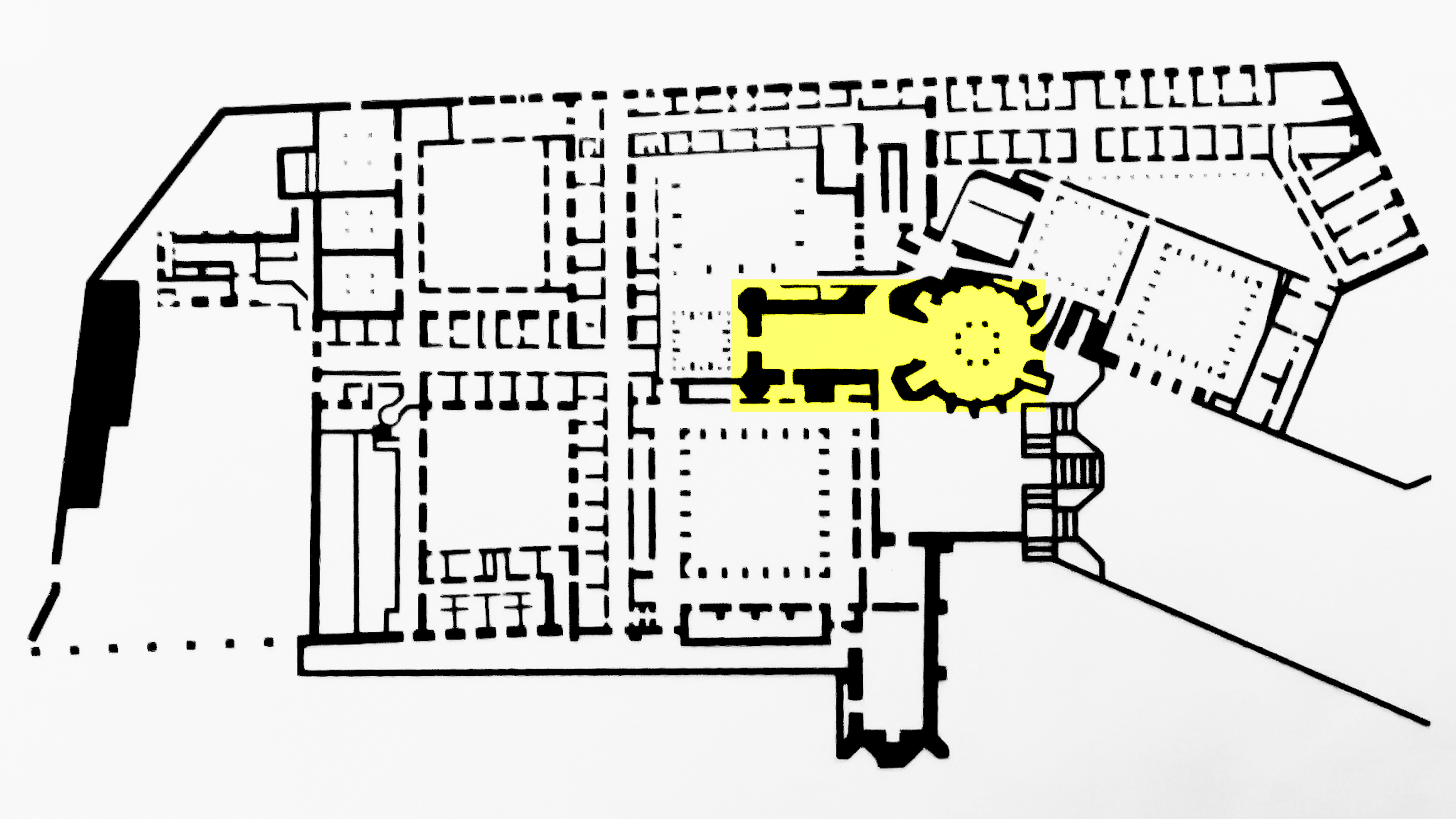
Charola e Igreja manuelina
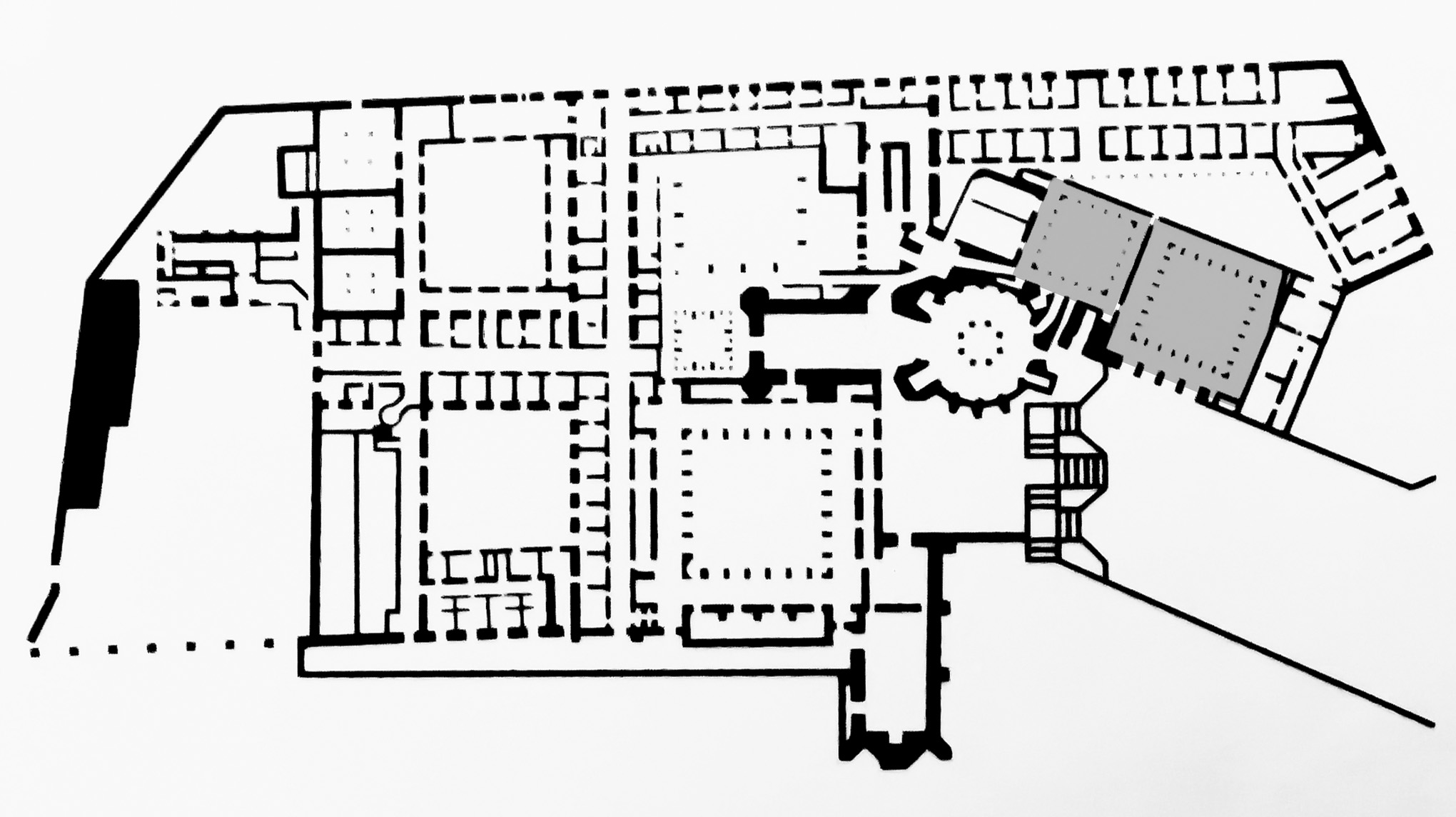
Claustros góticos
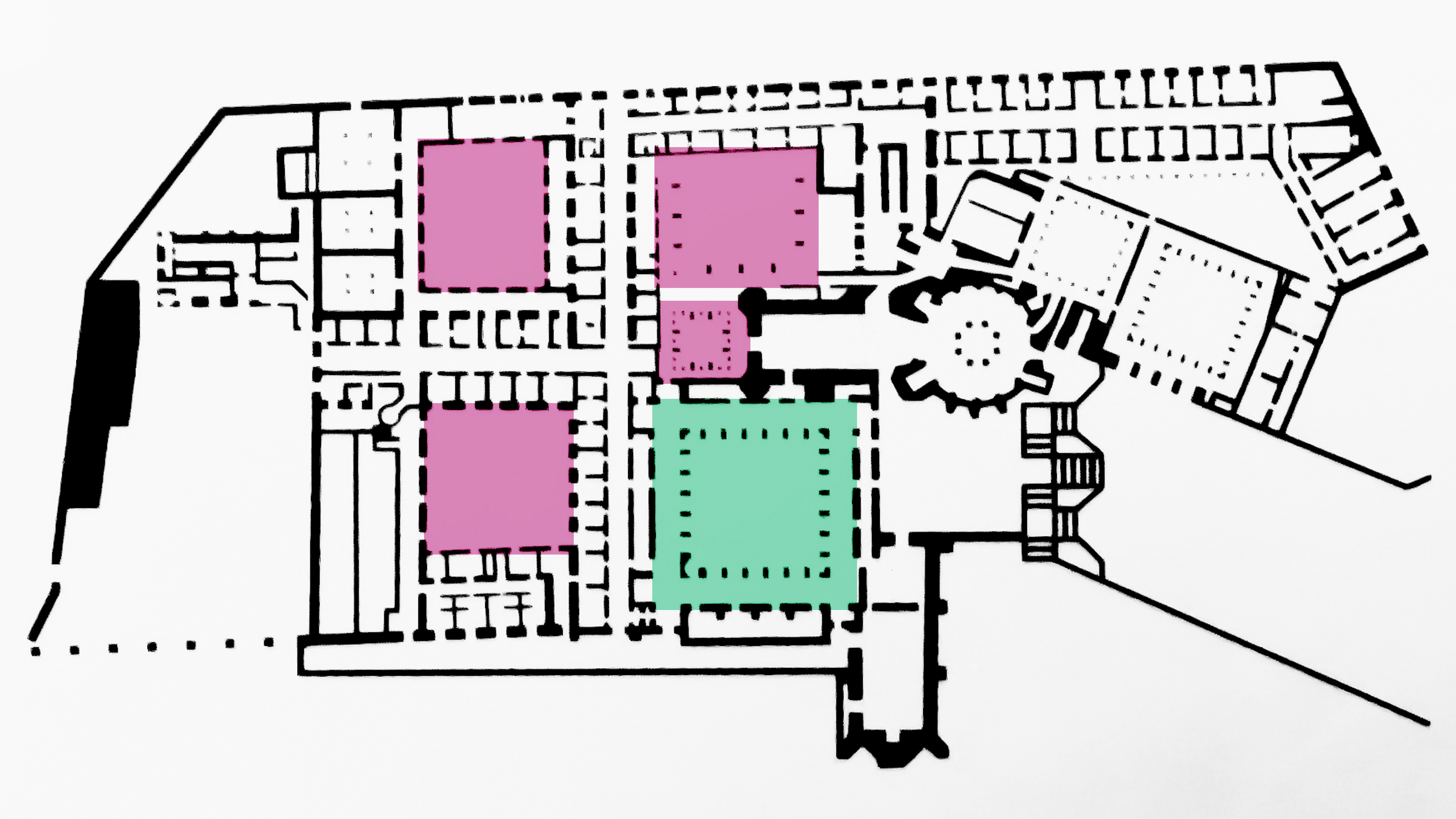
Claustros renascentistas e Claustro de D João III
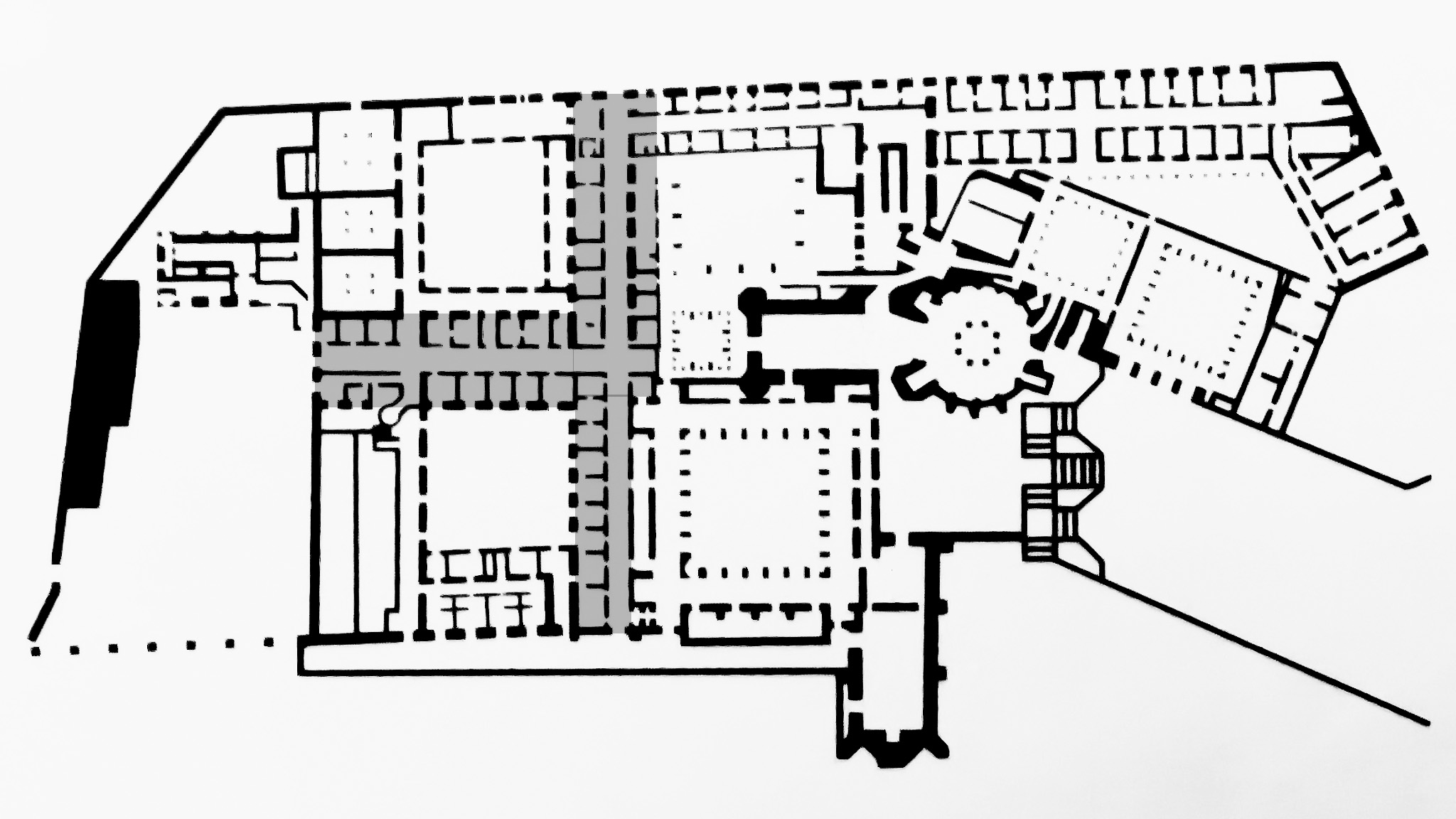
Dormitórios renascentistas
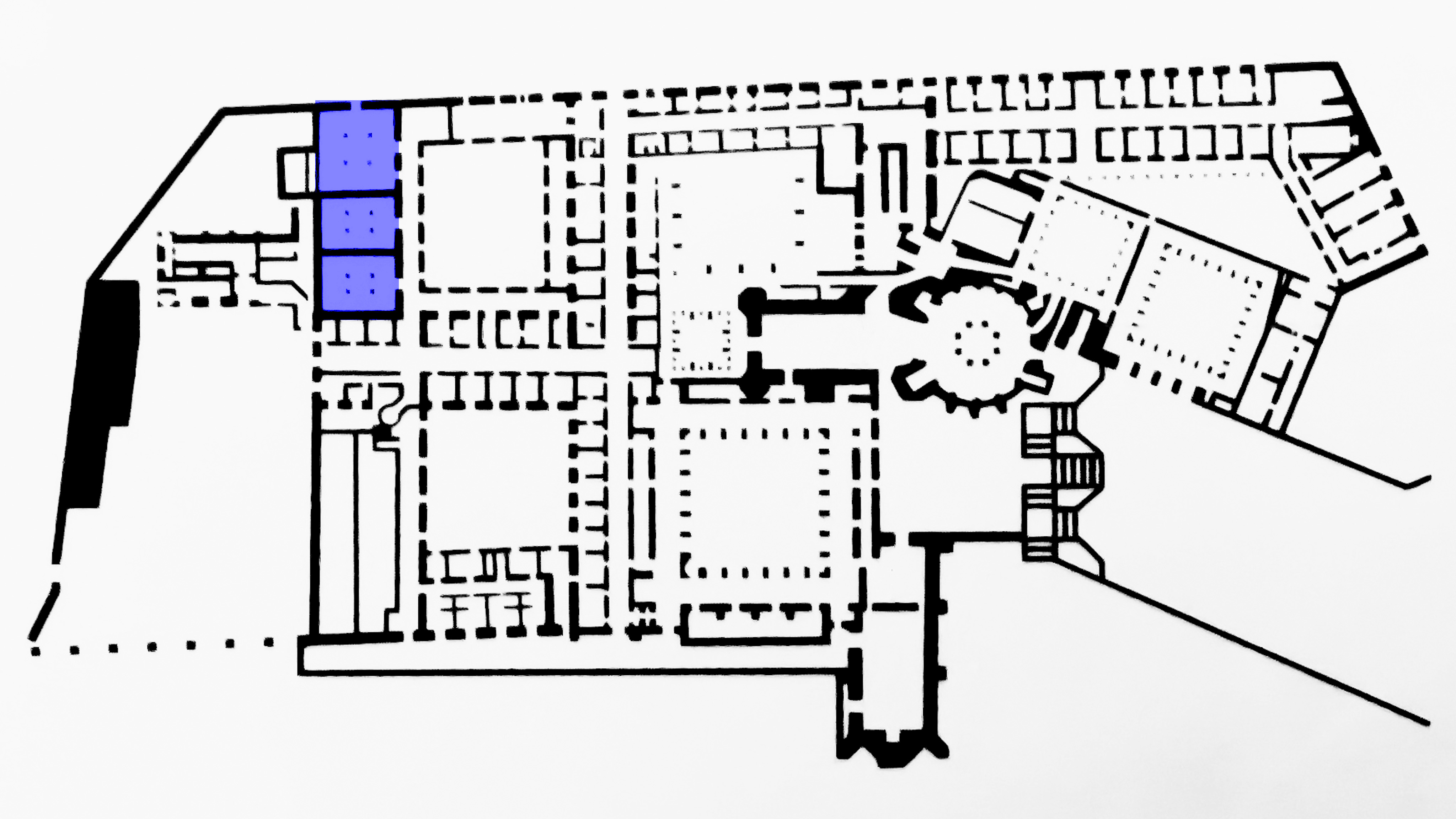
Salas do Noviciado
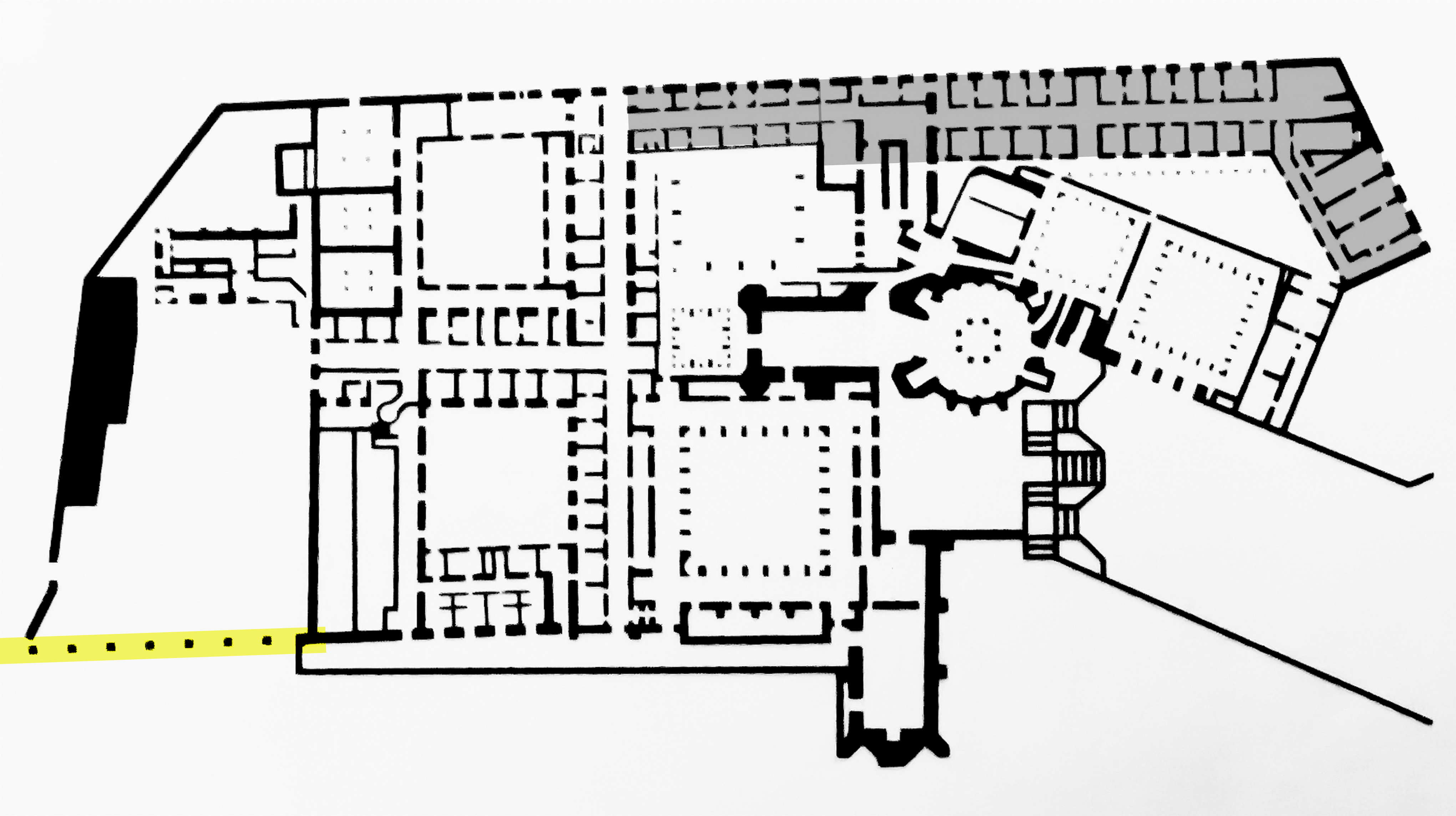
Bloco da Portaria Nova, Enfermaria, etc.; Aqueduto

### Castelo, Charola, Claustros Góticos

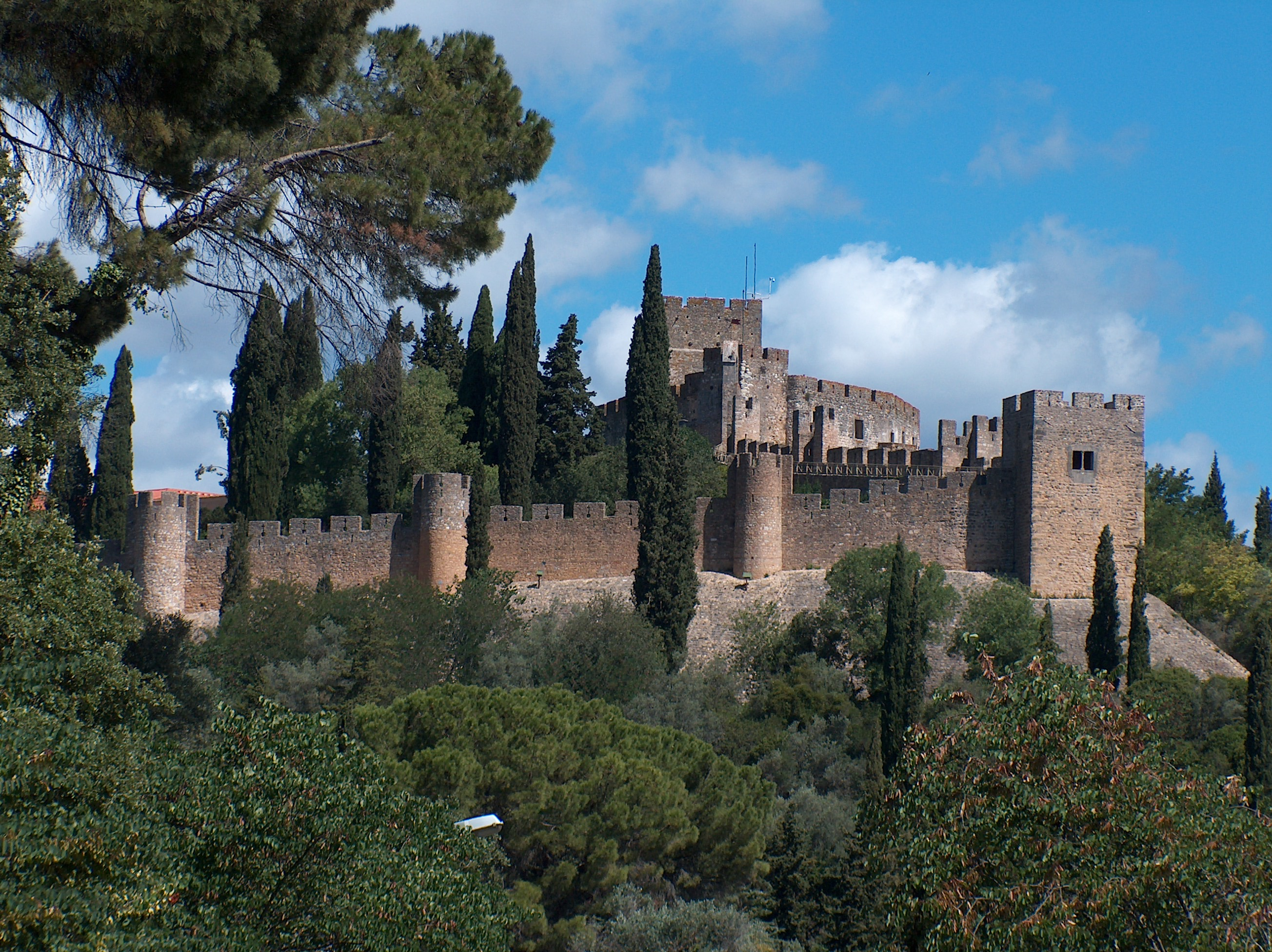
Castelo de Tomar

O Castelo de Tomar era constituído por uma cintura de muralhas e estava dividido em três espaços. Na parte sul situava-se o recinto da vila (onde hoje se encontra o laranjal). Na parte mais elevada da colina, a norte, foi estabelecida a casa militar dos Templários, ladeada pela casa do Mestre (a Alcáçova; em ruinas), com a sua torre de menagem e, a poente, o oratório dos cavaleiros (a Charola). Separava estes dois recintos o vasto terreiro do castelo, hoje um espaço ajardinado.
A Charola do Convento de Cristo era o oratório privativo (com prováveis funções sepulcrais) dos Cavaleiros no interior da fortaleza. Tendo como modelo a basílica paleocristã do Santo Sepulcro, de Jerusalém, é um dos raros e emblemáticos templos em rotunda da Europa medieval. Segundo Paulo Pereira, a sua construção foi realizada em duas etapas: a inicial decorreu na segunda metade do século XII (c. 1160–1190), num tempo dominado pelo românico (seria interrompida devido a graves escaramuças com os almóadas); a segunda, de finalização do templo, cerca de quatro décadas mais tarde (c. 1230–1250), já em fase de plena afirmação da linguagem gótica em Portugal. O resultado é uma obra que cruza elementos de ambos os estilos (românico e gótico). A planta da Charola desenvolve-se em torno de um espaço central, octogonal, que se desdobra em dezasseis faces no paramento exterior do deambulatório. O interior do tambor central é coberto por uma cúpula assente em nervuras cruzadas, de grande verticalidade, e o deambulatório por abóbada de canhão.
A edificação seria alvo de adaptações ao longo dos tempos, nomeadamente a nível do acesso, que de início se localizava a nascente e que passaria, no reinado de D. Manuel I, a realizar-se a poente, através de um arco triunfal (de João de Castilho) de comunicação com a nova igreja manuelina, numa alteração formal e funcional que transformou a Charola na capela-mor do novo templo. A valorização litúrgica foi então efetivada através de uma intervenção abrangente e multifacetada que incluiu programas de talha e de pintura parietal e integração de importantes peças de escultura e pintura, onde se destacam nomes como os de Jorge Afonso, Olivier de Gand, Fernão Muñoz, Fernão de Anes, Gregório Lopes e Simão de Abreu (particularmente significativa foi a descoberta de pinturas quinhentistas da abóbada do deambulatório, finalmente reveladas em restauro recente).
Da remodelação e ampliação do mosteiro iniciada no período da governação do Infante resultou, entre outras iniciativas, a construção de dois claustros, em estilo gótico, que apresentam estrutura de arcadas quebradas sobre colunas grupadas. Adjacente à Charola, o Claustro do Cemitério deve-se à traça de Fernão Gonçalves e remonta a cerca de 1420; o nome deve-se ao facto de ter sido destinado ao enterramento dos freires e altos dignitários da Ordem de Cristo. O Claustro das Lavagens, de dois pisos, fazia originalmente a articulação entre o Claustro do Cemitério e o Paço do Infante.
Foram identificados no Claustro da Lavagem, e no Claustro dos Corvos tabuleiros de jogos de pedra, que faziam parte do quotidiano dos clérigos.

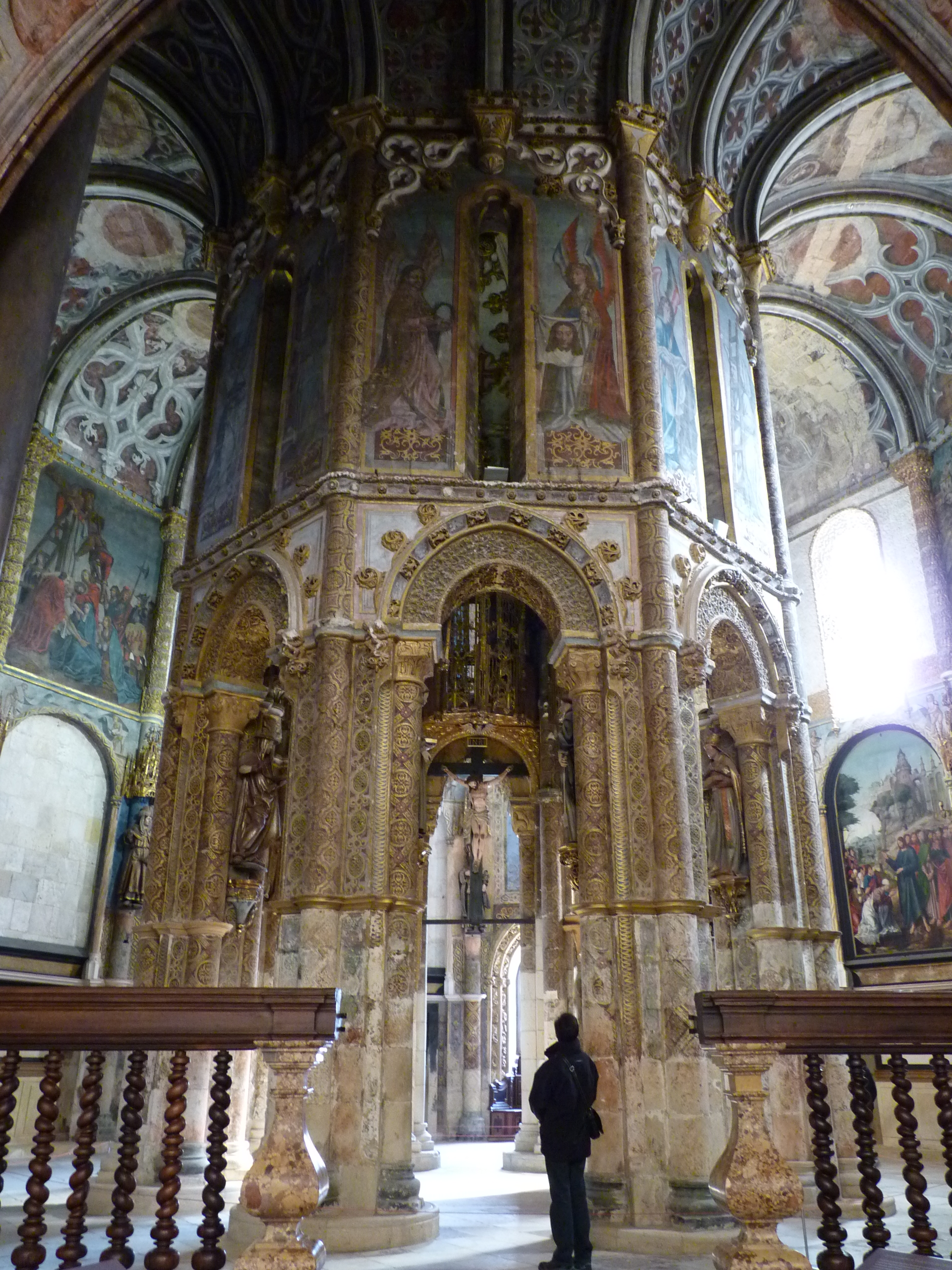
Charola
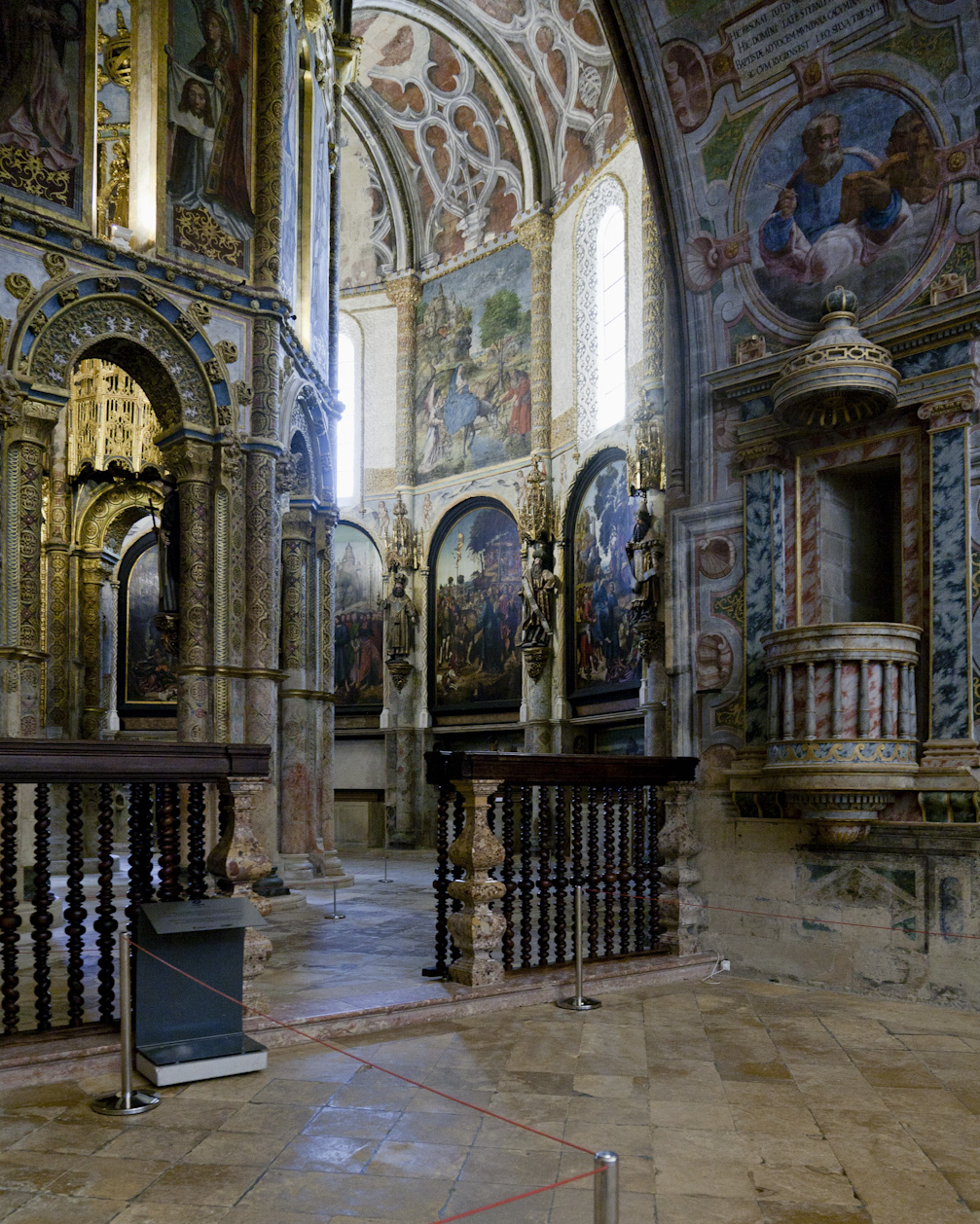
Charola
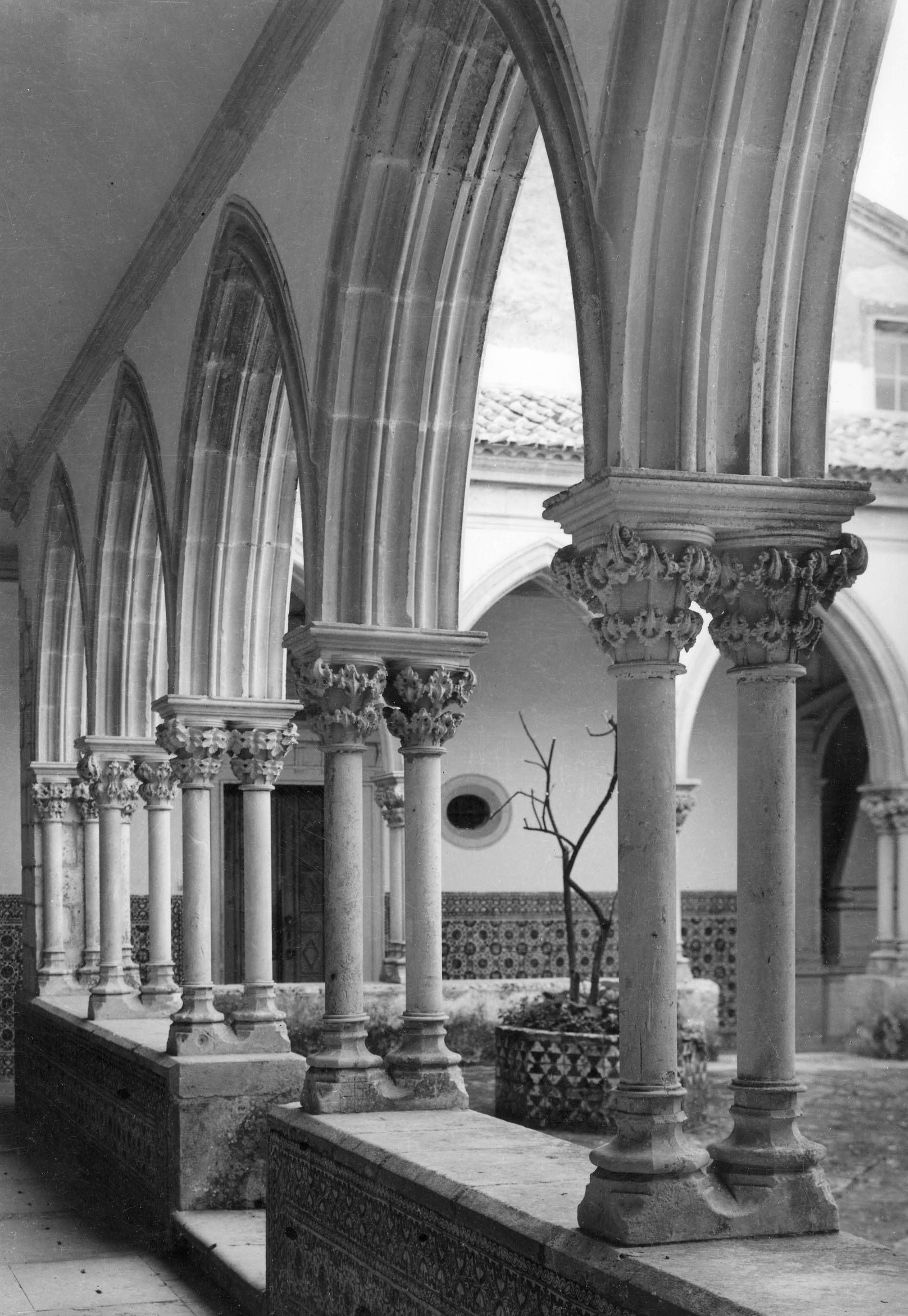
Claustro do Cemitério
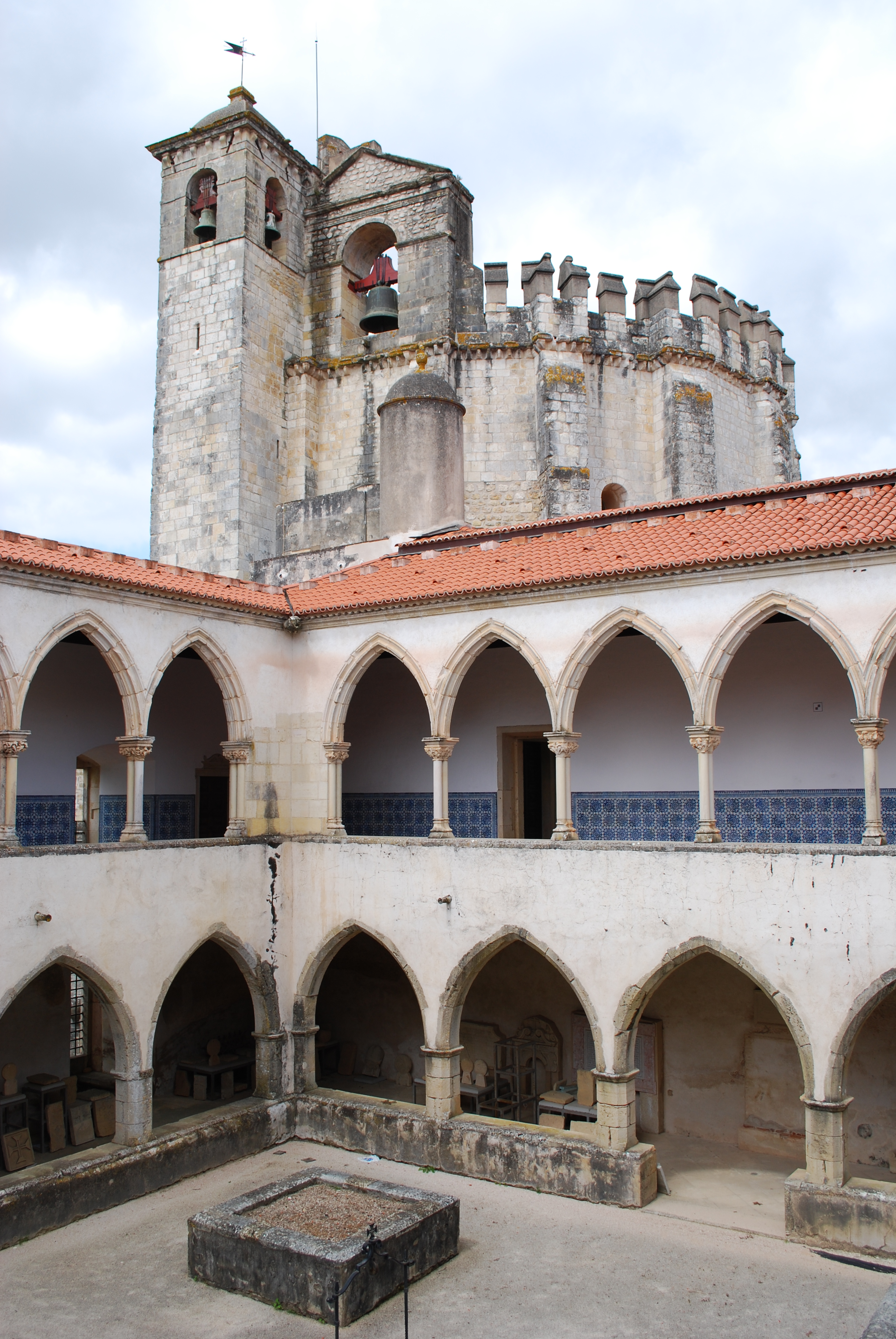
Claustro da Lavagem; Charola
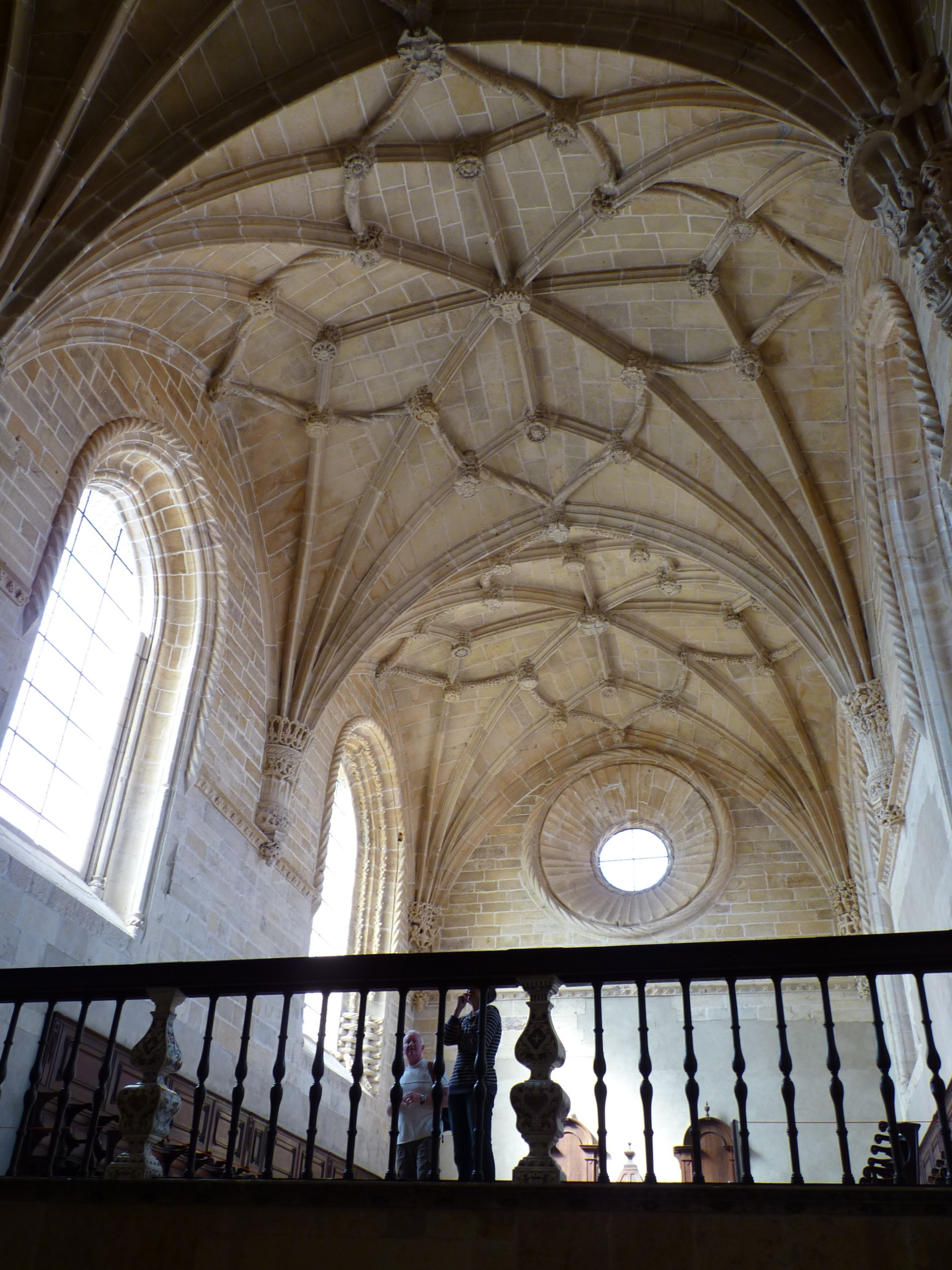
Abóbada da igreja/coro
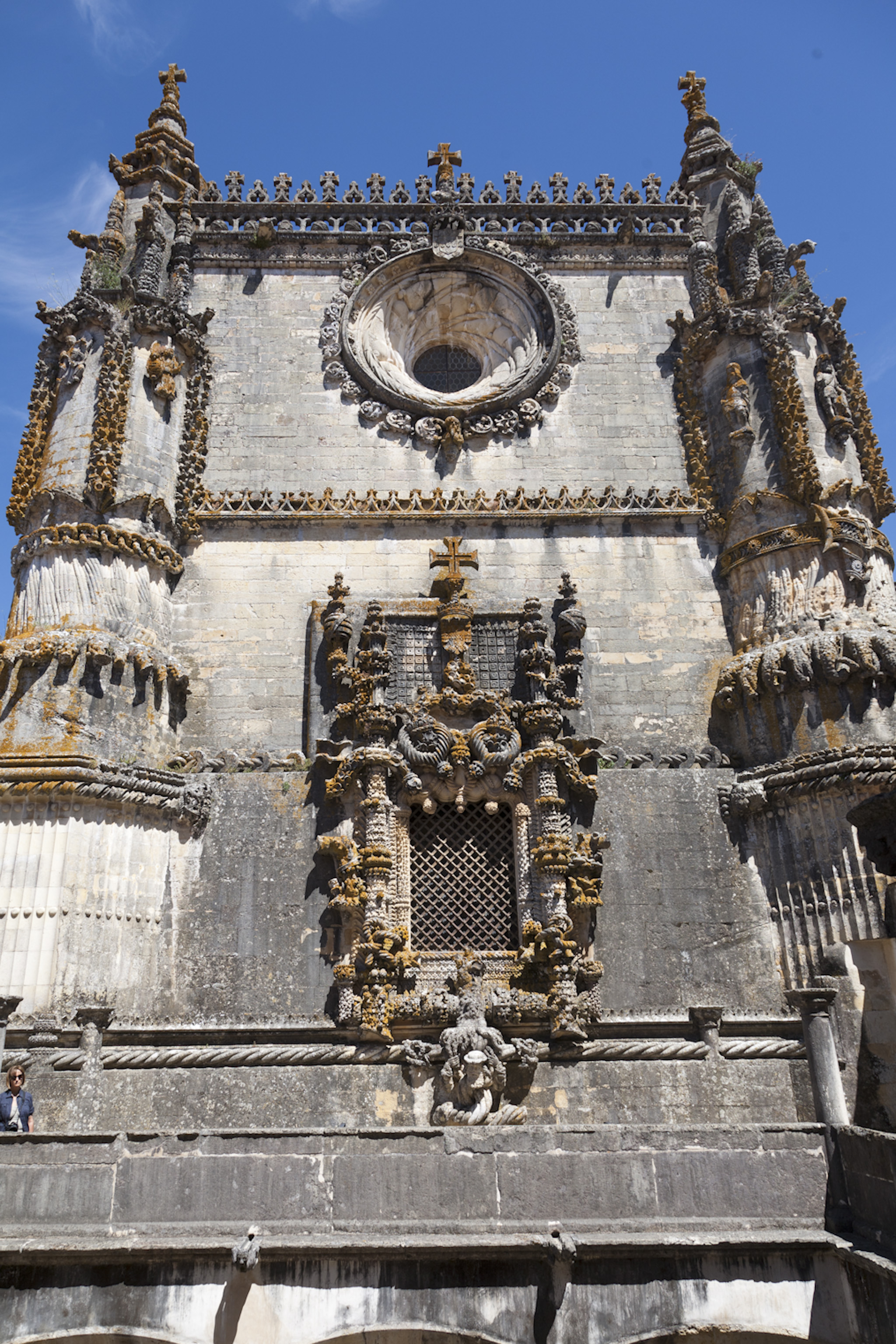
Fachada ocidental da igreja manuelina
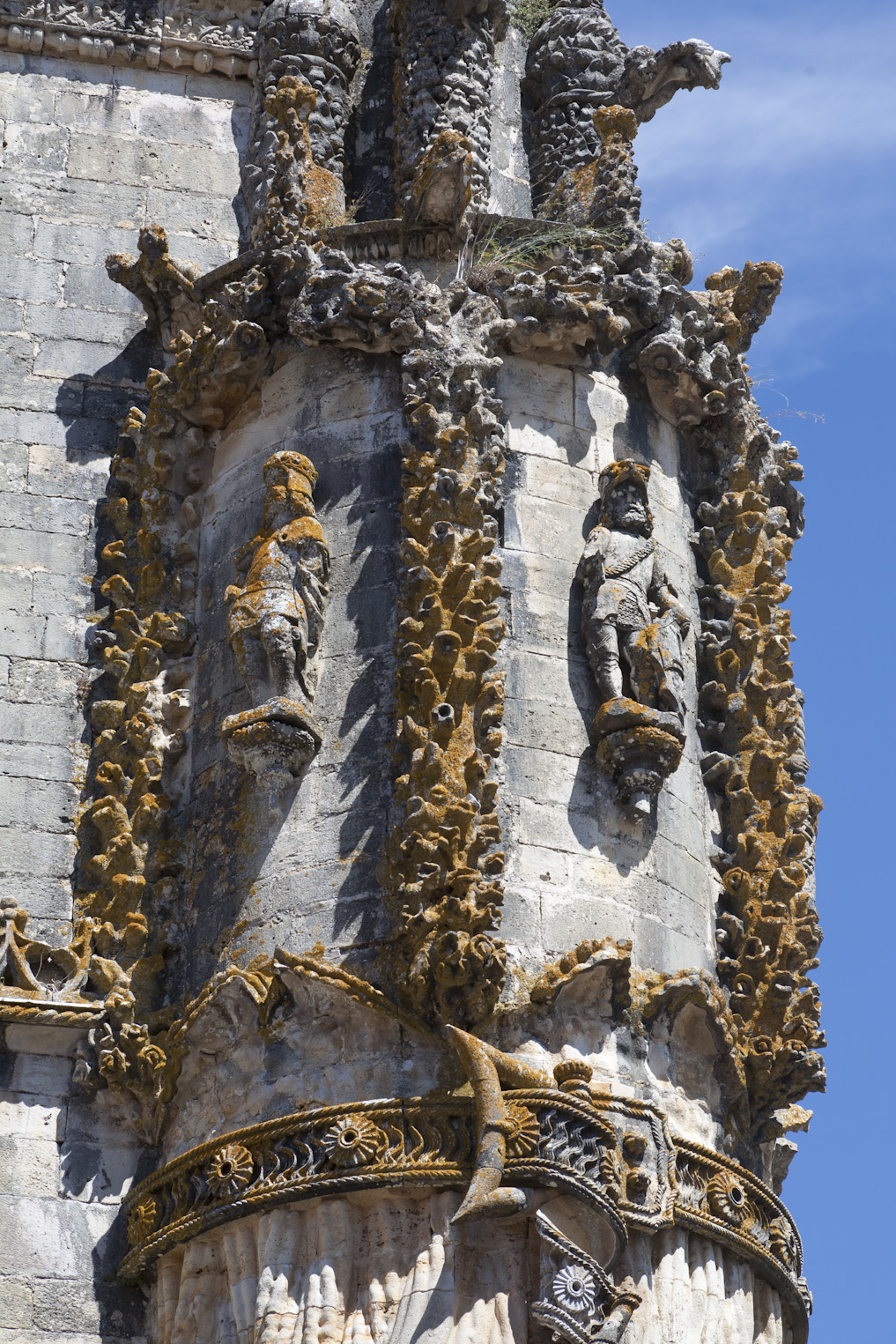
Fachada ocidental da igreja (pormenor)
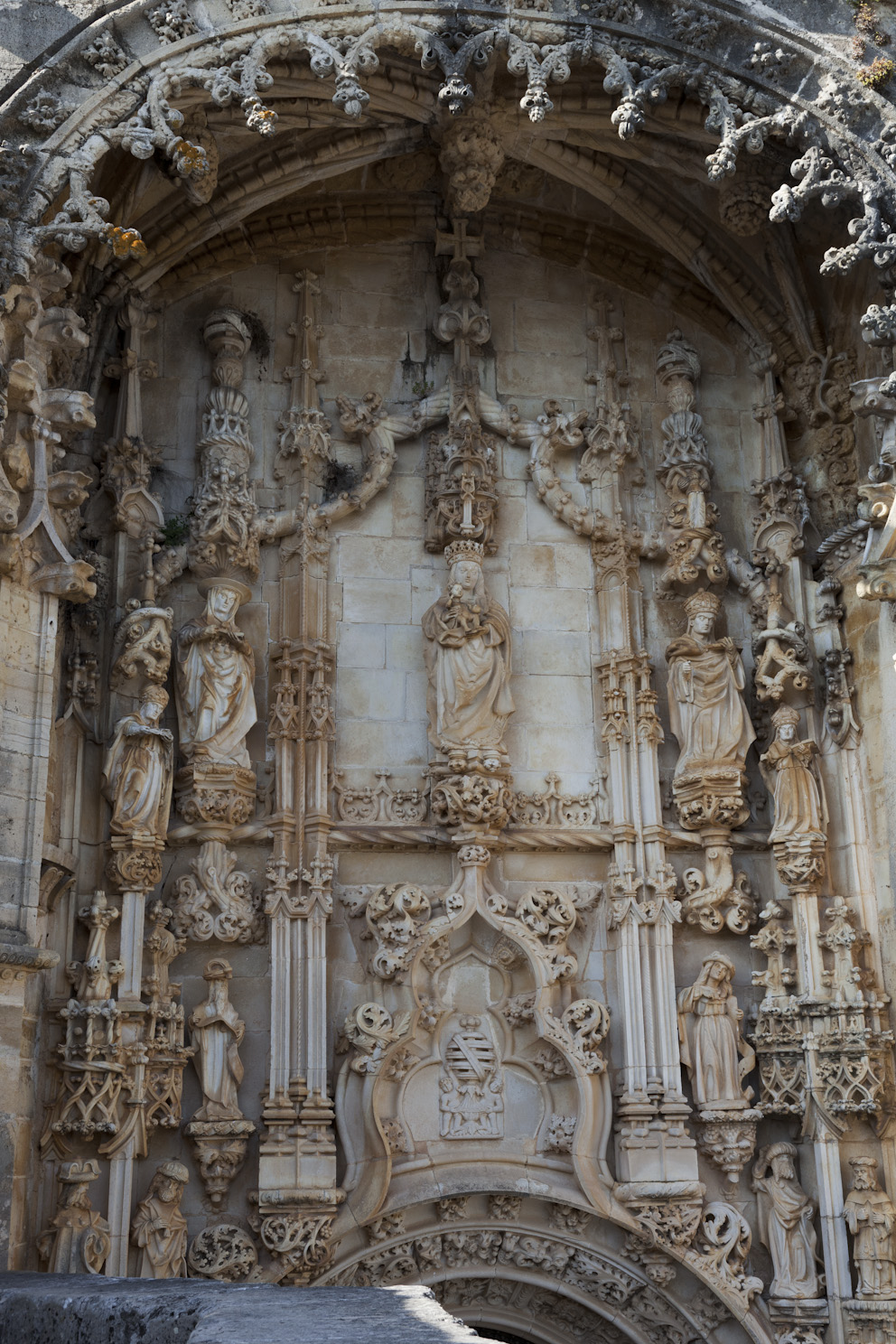
Portal Sul

### Igreja manuelina e Portal Sul
Entre 1510 e 1513 decorrem as obras de construção da igreja, sob direção de Diogo de Arruda. O novo edifício foi literalmente encostado à face ocidental da antiga charola templária e tirou partido dos desnivelamentos do terreno nessa zona para criar um volume unificado de grande imponência (o impacto exterior seria, no entanto, seriamente afetado pela posterior construção dos claustros renascentistas adjacentes), e criar, interiormente, os espaços sobrepostos da sacristia e do coro-alto (onde foi instalado um notável cadeiral de Olivier de Gand, que não sobreviveria à devastação patrimonial ocorrida durante as Invasões Francesas). O conjunto, em particular a fachada ocidental, apresenta uma profusão decorativa dotada de um profundo simbolismo mitográfico que cruza os símbolos cristológicos e mariânicos com os da heráldica régia. A famosa janela da fachada ocidental em particular, concebida como um «inflamado poema de pedra», inscreve-se num vasto paramento (cingido de botaréus e animado com esculturas dos quatro «reis de armas» do reino), revelando o programa de ornamento de fauna e flora terrestre e de ecos da aventura das Descobertas emblemáticos do estilo manuelino.

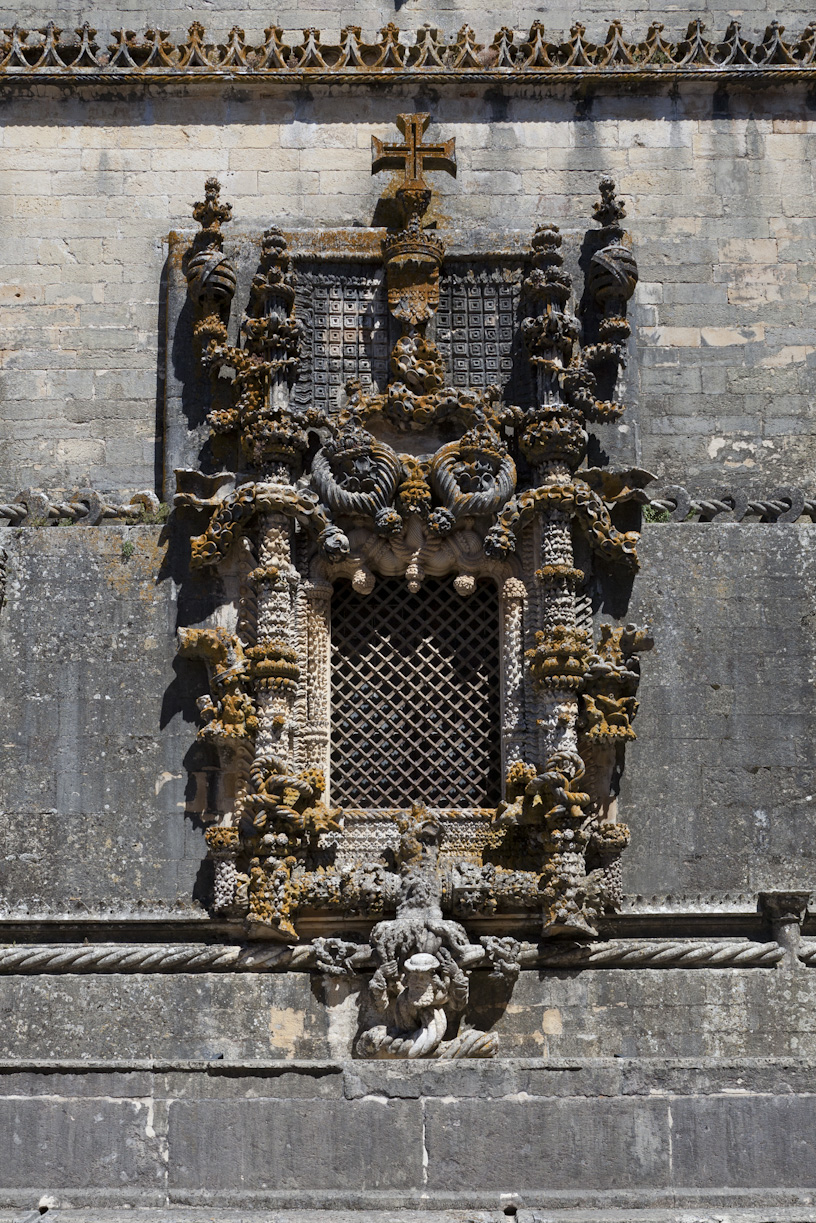
Janela manuelina

A obra seria terminada em 1515, numa segunda empreitada em que o novo responsável, João de Castilho, foi encarregado de atender a diversas questões que tinham ficado por resolver na empreitada anterior, entre os quais a construção da abóbada da nova igreja/coro manuelina, a ligação entre esta e a charola e a criação de um novo e monumental portal de acesso ao templo. A abóbada nervurada, de um só voo, que cobre a igreja, confere unidade ao espaço e potencia a iluminação interior, proveniente de quatro janelas (duas a sul e duas a norte), e de um óculo circular na fachada oeste. A abóbada encontra-se dividida em três panos, apoiando-se em oito mísulas com decoração vegetalista e figurativa. Entre a igreja/coro e a charola foi aberto um amplo arco quebrado que assegura um eficaz entrosamento entre os dois espaços. Por último, foi construído um portal-retábulo de acesso ao templo onde João de Castilho ensaiou um sistema modular que iria utilizar de novo no portal sul do Mosteiro dos Jerónimos. 
O portal sul tomarense tira partido da espessura da parede da igreja para criar um dossel arquitetónico que encima e protege o conjunto escultórico, no qual foram integradas diversas figuras simbólicas de profetas, clérigos mitrados, Doutores da Igreja, no qual se destaca, ao centro, a imagem da Virgem Rainha do Céu, com a cruz de Cristo sobrepujante. Do ponto de vista estilístico realiza-se aqui uma fusão entre o manuelino e o gótico influenciado já pelo léxico decorativo do renascimento, através de um tipo de ornamentação então muito difundido em Espanha, o plateresco. Na empreitada de 1515 também foi iniciada a construção da Sala do Capítulo, que haveria de permanecer inacabada.

### Claustros renascentistas
A disposição global da renovação e ampliação renascentista de João de Castilho obedeceu a um conceito racional (e funcional). Dois longos corredores em cruz articulam quatro claustros principais, que em conjunto delimitam um enorme quadrilátero; são eles o Claustro Grande (ou de D. João III), o Claustro da Hospedaria, o Claustro dos Corvos e o Claustro da Micha. Um quinto Claustro, de dimensões mais modestas, foi encostado à fachada ocidental da igreja manuelina, afetando seriamente a sua visibilidade. Do ponto de vista funcional este claustro — Claustro de Santa Bárbara —, veio ocupar um lugar chave, de transição entre as antigas e as novas edificações. Terá sido o primeiro a ser construído (c. 1531–1532) e as suas características estilísticas revelam desde logo um corte radical com a densidade híper-decorativa do manuelino e a opção por um novo idioma classicista. O primeiro piso deste claustro foi demolido em meados do século XIX com o intuito de restituir visibilidade à fachada da igreja manuelina, em particular à famosa janela manuelina. Por último, assinale-se o pequeno Claustro das Necessárias (um bloco saliente na fachada oeste do conjunto conventual), destinado em exclusivo ao saneamento.
O Claustro da Hospedaria destinava-se a acolher os visitantes do convento e apresenta, por isso, um aspeto nobre. Preserva traços idênticos ao que deverá ter sido o Claustro Grande inicial, castilhiano, permitindo imaginar em traços gerais o que terá sido essa construção perdida. Contrafortes de secção quadrangular, a toda a altura do claustro, ritmam os seus alçados. Cobertas por abóbadas de nervuras, as galerias do piso térreo são constituídas por quatro tramos, com dupla arcada de volta perfeita assente em colunas com amplos capiteis; o primeiro piso é coberto por travejamento de madeira com caixotões, sendo formado por uma arquitrave assente, ao centro, numa coluna jónica; o lado oeste do claustro dispõe de um piso adicional, solucionado de forma idêntica ao primeiro piso. O equilíbrio formal deste claustro foi seriamente perturbado pela posterior demolição, a sul, da galeria do primeiro piso (por razões idênticas às que ditaram a amputação do Claustro de Santa Bárbara), e pela construção, a norte, do deselegante corpo da chamada Portaria Nova, que distorce o equilíbrio dessa fachada. Os Claustros dos Corvos e da Micha organizam-se de forma basicamente semelhante ao da Hospedaria, embora apresentem uma escala menos ampla e um nível de acabamento mais simples, visto tratar-se de áreas funcionais diversas, destinadas ao noviciado e à assistência.

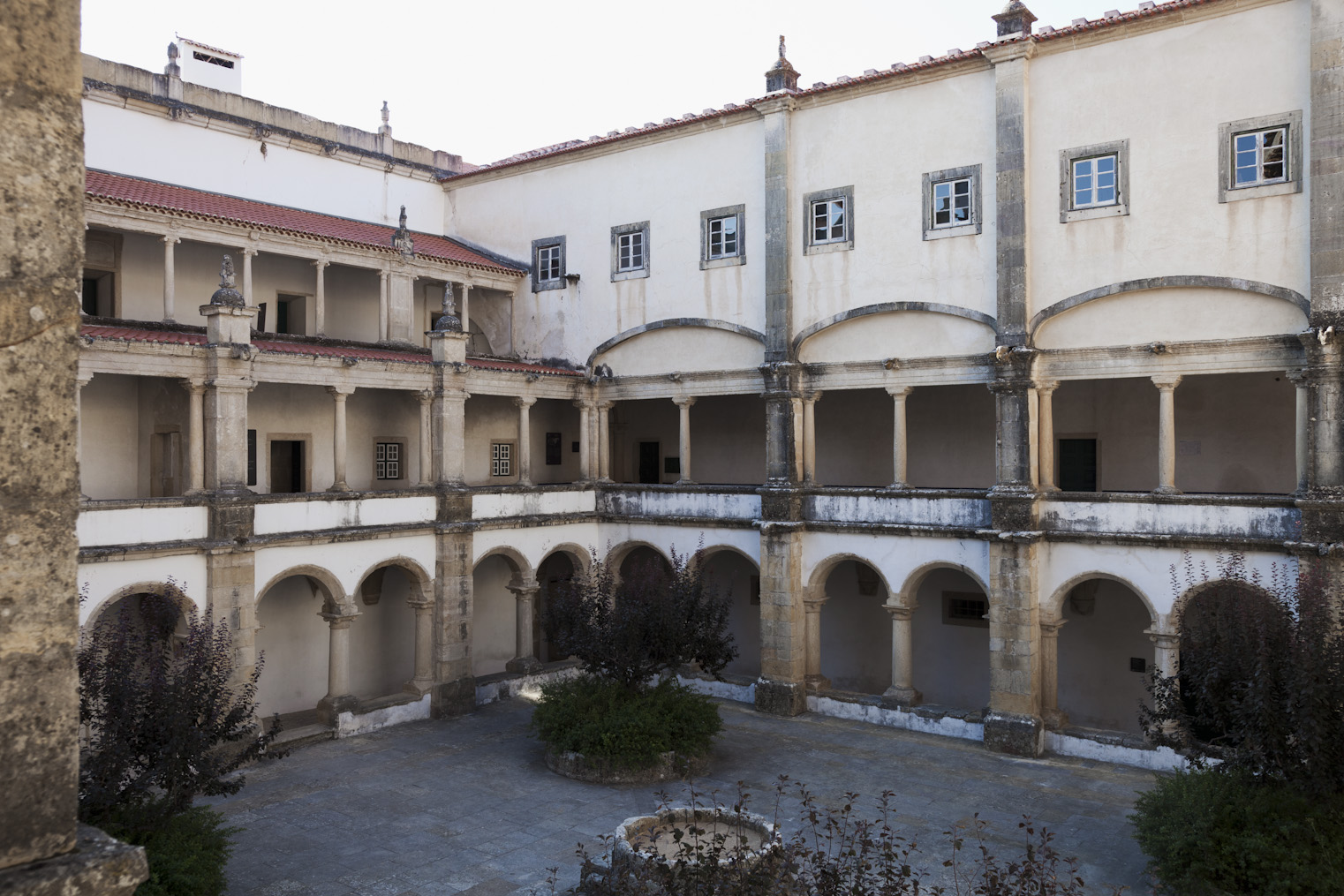
Claustro da Hospedaria (fachadas oeste e norte)
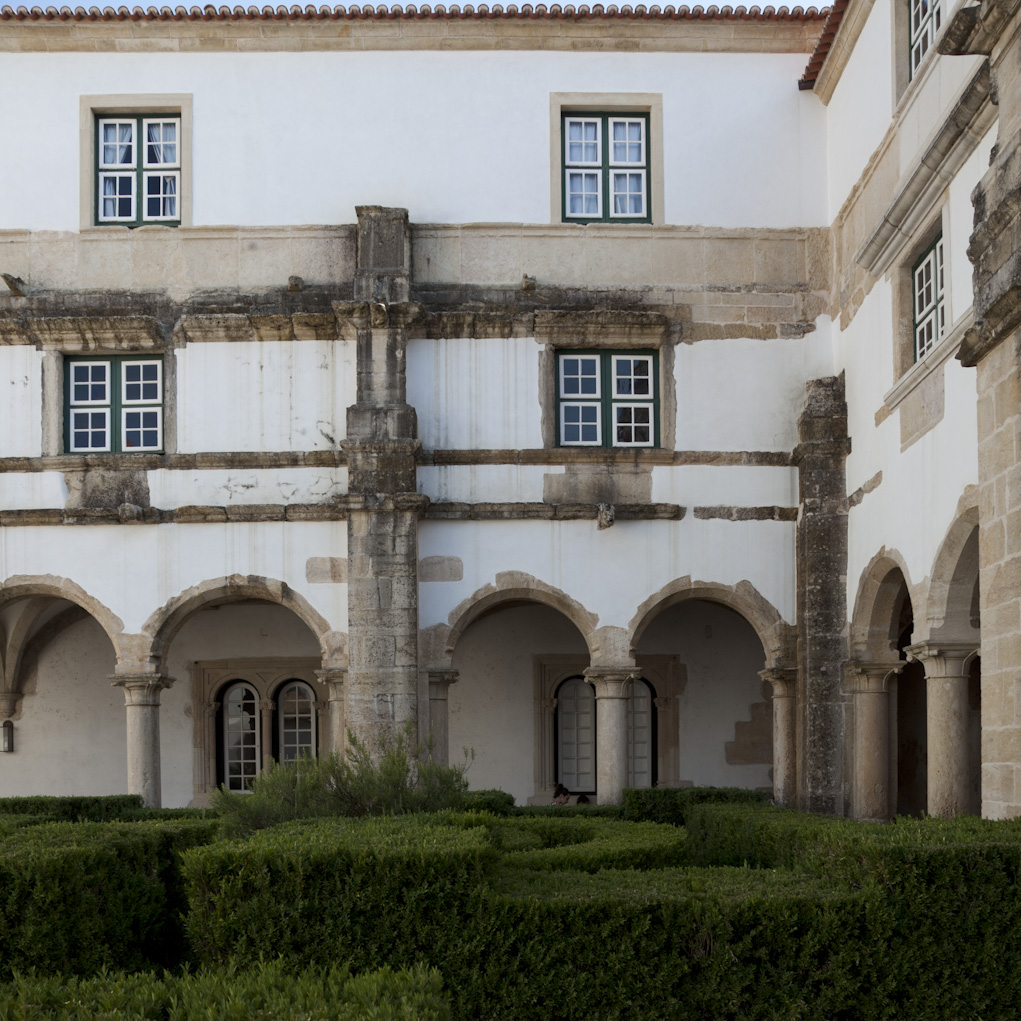
Claustro dos Corvos
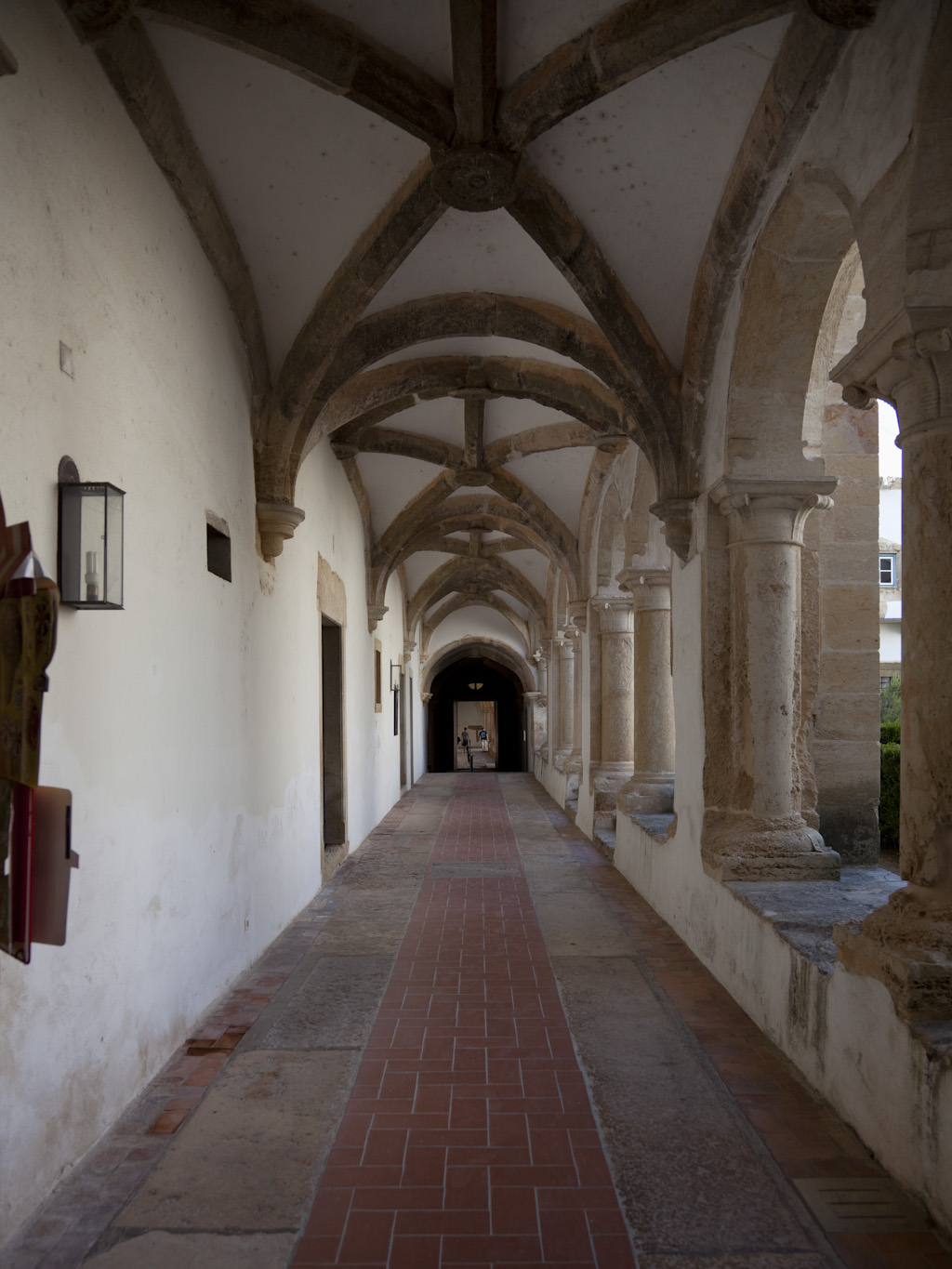
Claustro dos Corvos
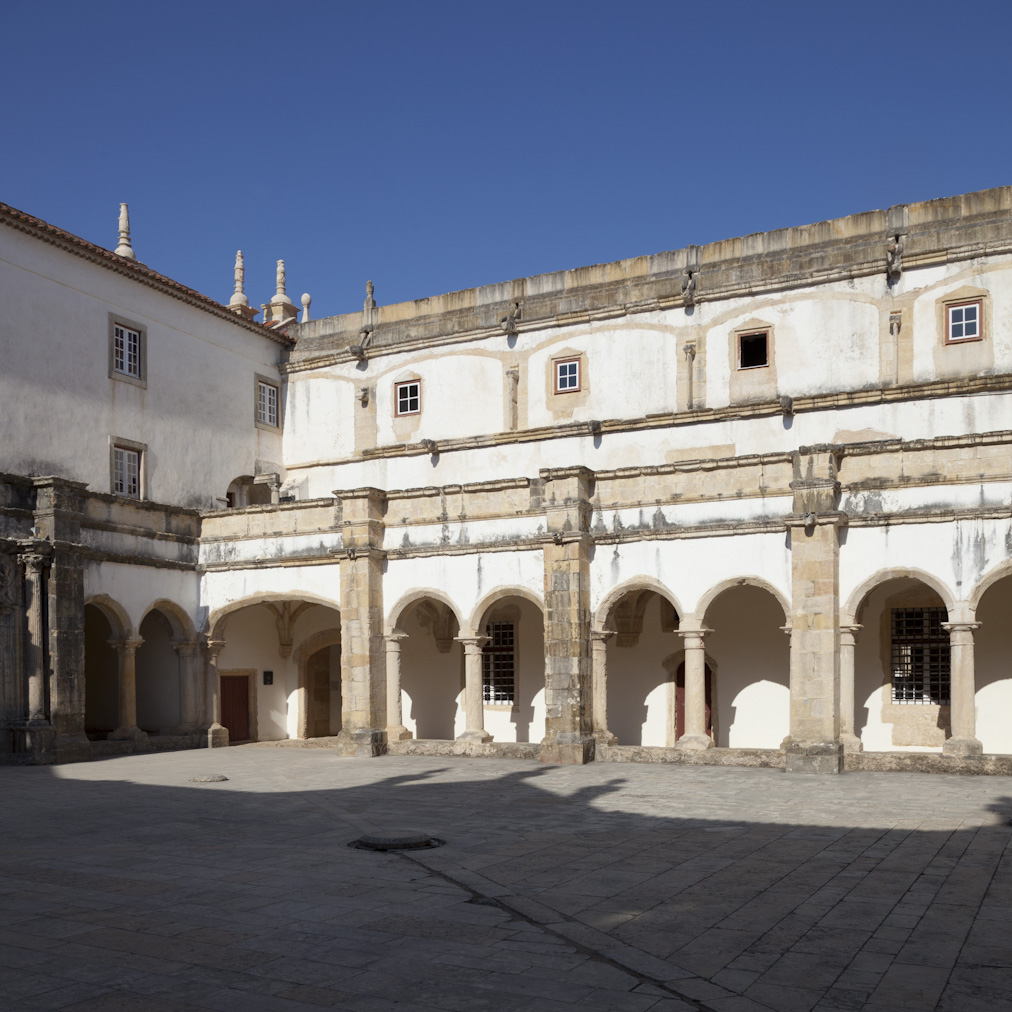
Claustro da Micha
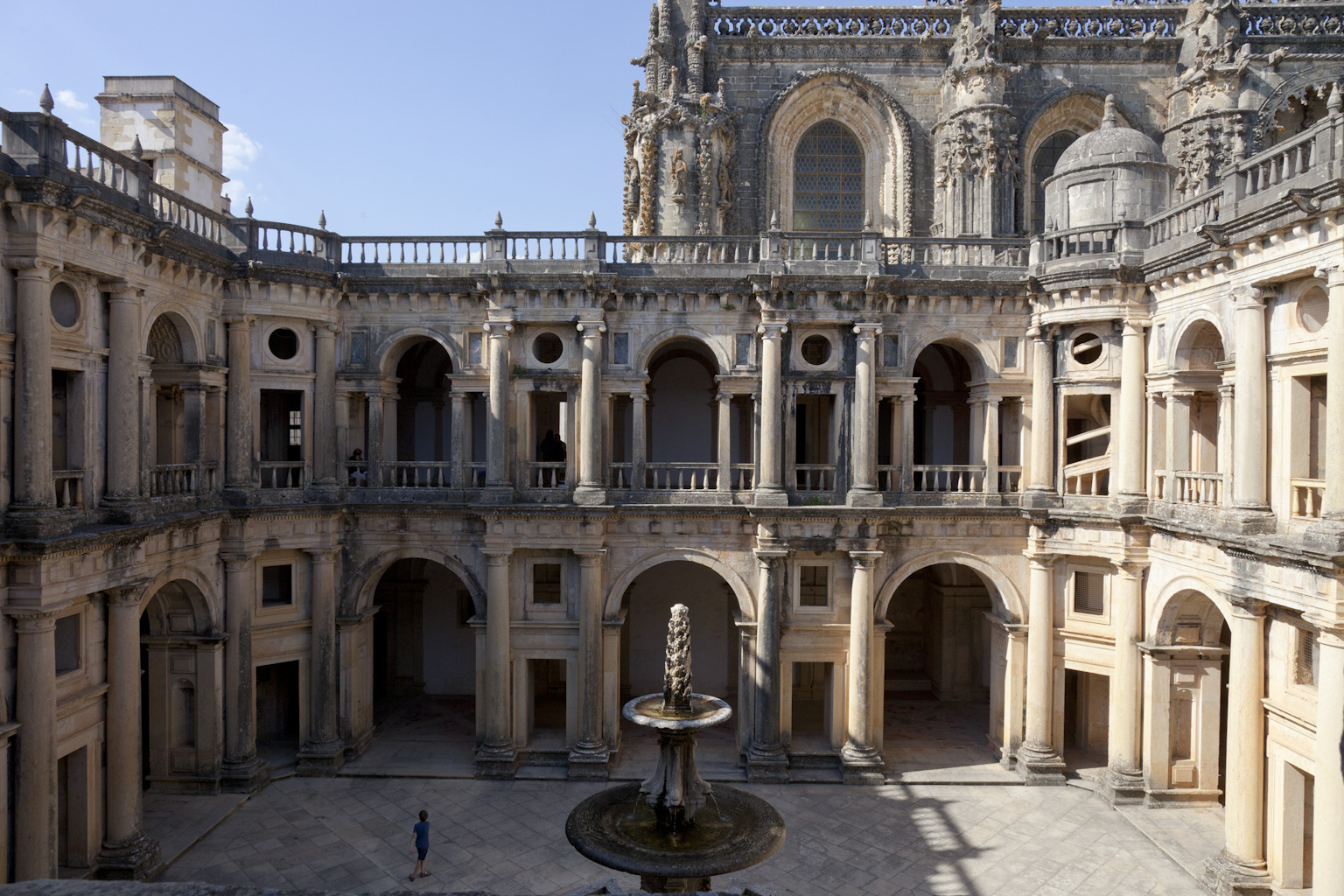
Claustro de D. João III
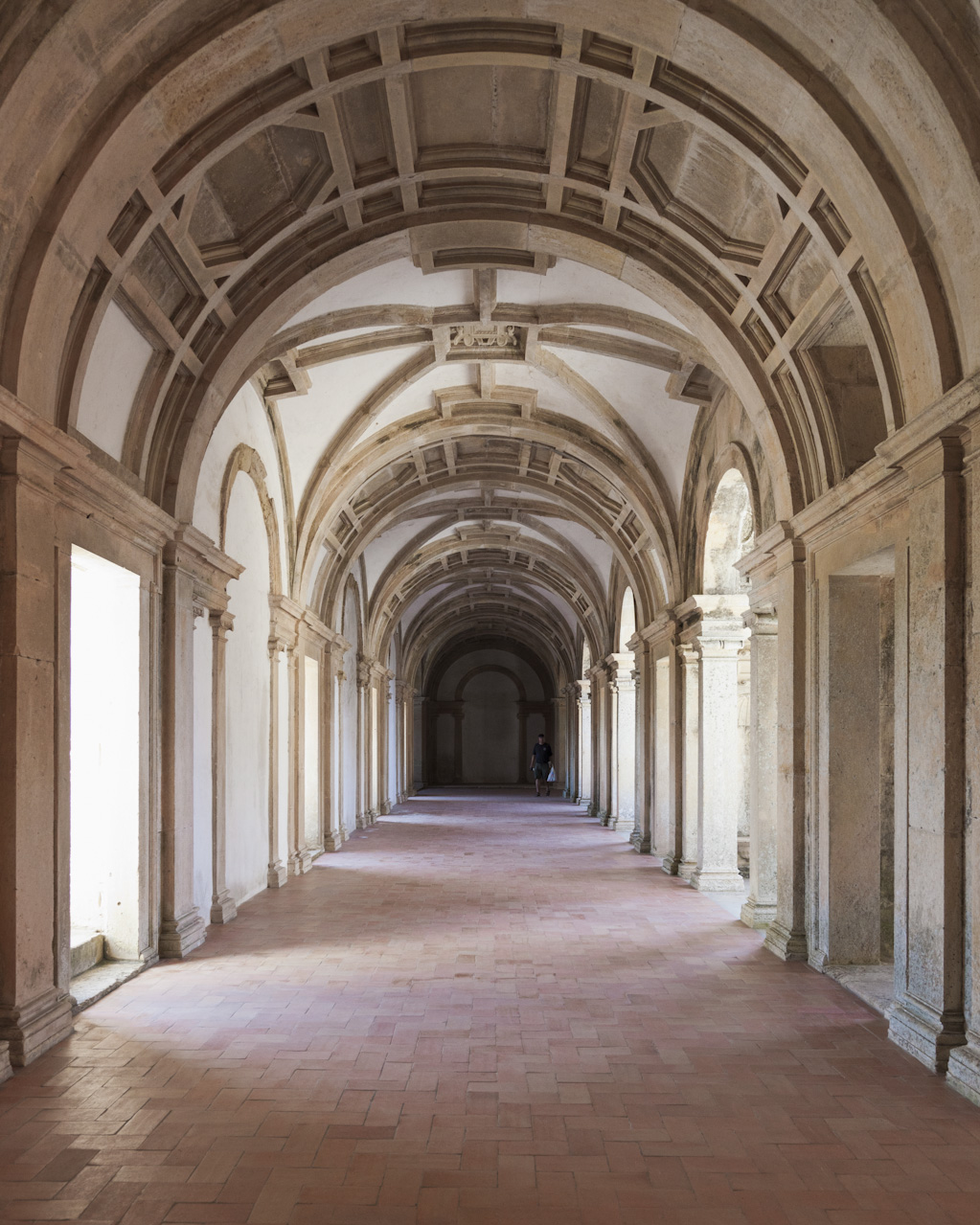
Claustro de D. João III

### Claustro de D. João III
O Claustro Grande original – ou Claustro de D. João III –, foi quase integralmente desmontado depois da morte de João de Castilho, por razões que permanecem por esclarecer na íntegra. Foi substituído pela notável versão maneirista de Diogo de Torralva, considerada uma obra-prima deste arquiteto e do maneirismo europeu. As obras de construção seriam prolongadas por Francisco Lopes depois da morte de Torralva (ocorrida em 1566), sendo os acabamentos finais (de Filipe Terzi) e o fontanário central (de Pedro Fernandes de Torres) realizados já em tempo da dominação filipina. Peça cimeira na arquitetura europeia do século XVI, este claustro traduz a assimilação precoce dos mais eruditos valores maneiristas.
O Claustro de D. João III de Torralva revela um domínio absoluto da linguagem clássica, com influência dos Livros III e IV de Sebastiano Serlio e, provavelmente, de obras inspiradoras como a Villa Imperial de Pésaro (c. 1530), adaptando-os ao programa tomarense. A obra interpreta um mesmo sintagma clássico, mas agora informado pela experiência do Alto Renascimento. A monumentalidade e a escala têm aqui um papel decisivo através da cuidadosa proporção dos vãos e dos elementos portantes. "O resultado é um corpo de galerias de uma transparência diáfana", de uma suave luminosidade, reverberada pela pedra branda de cor quente; "Os valores de luz e sombra são acentuados pelo jogo de cromatismo das superfícies, que empregam maioritariamente o calcário amarelo, em contraste com o mármore negro dos planos reentrantes".

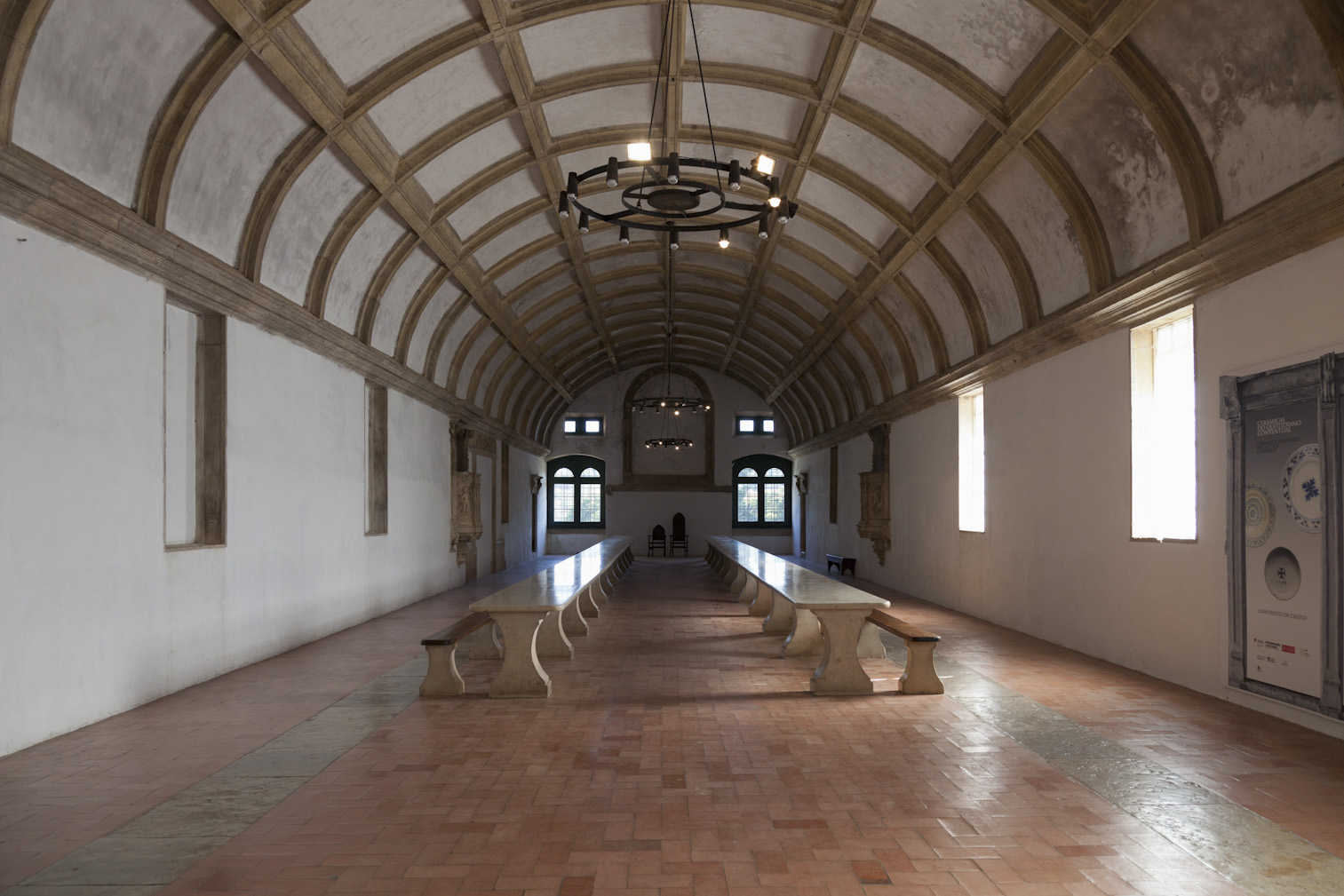
Refeitório
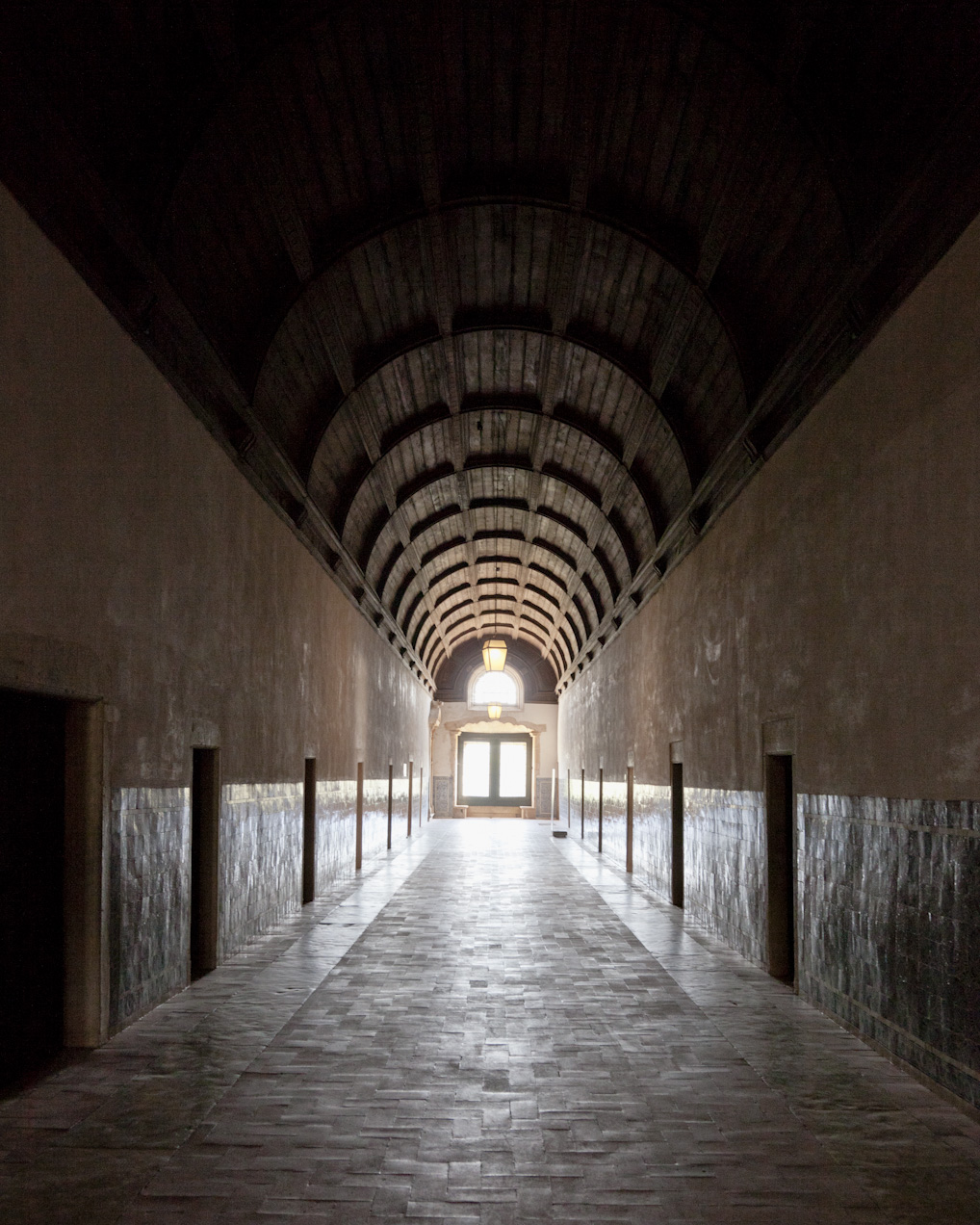
Corredor do dormitório
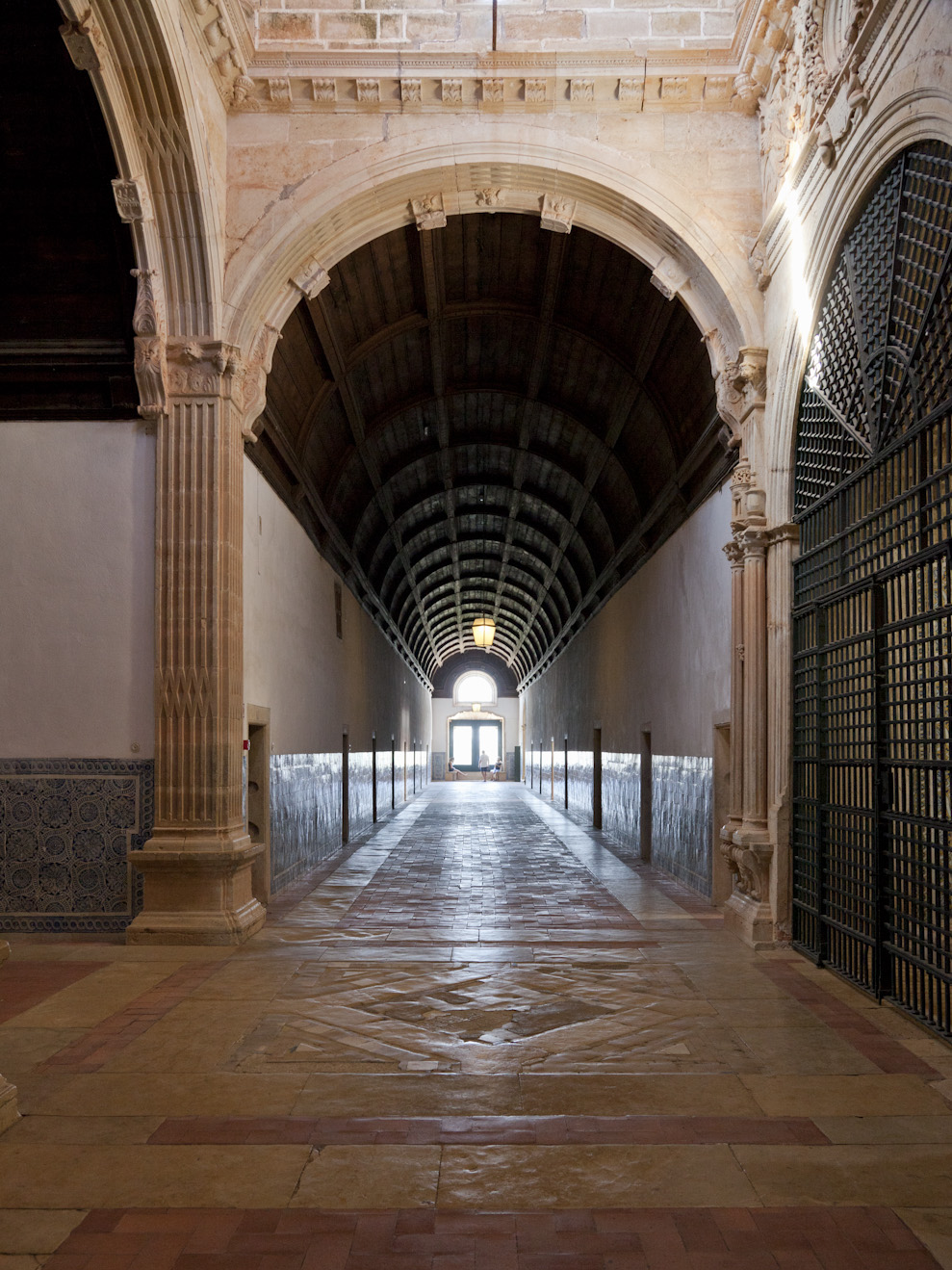
Cruzeiro (corredores do dormitório)
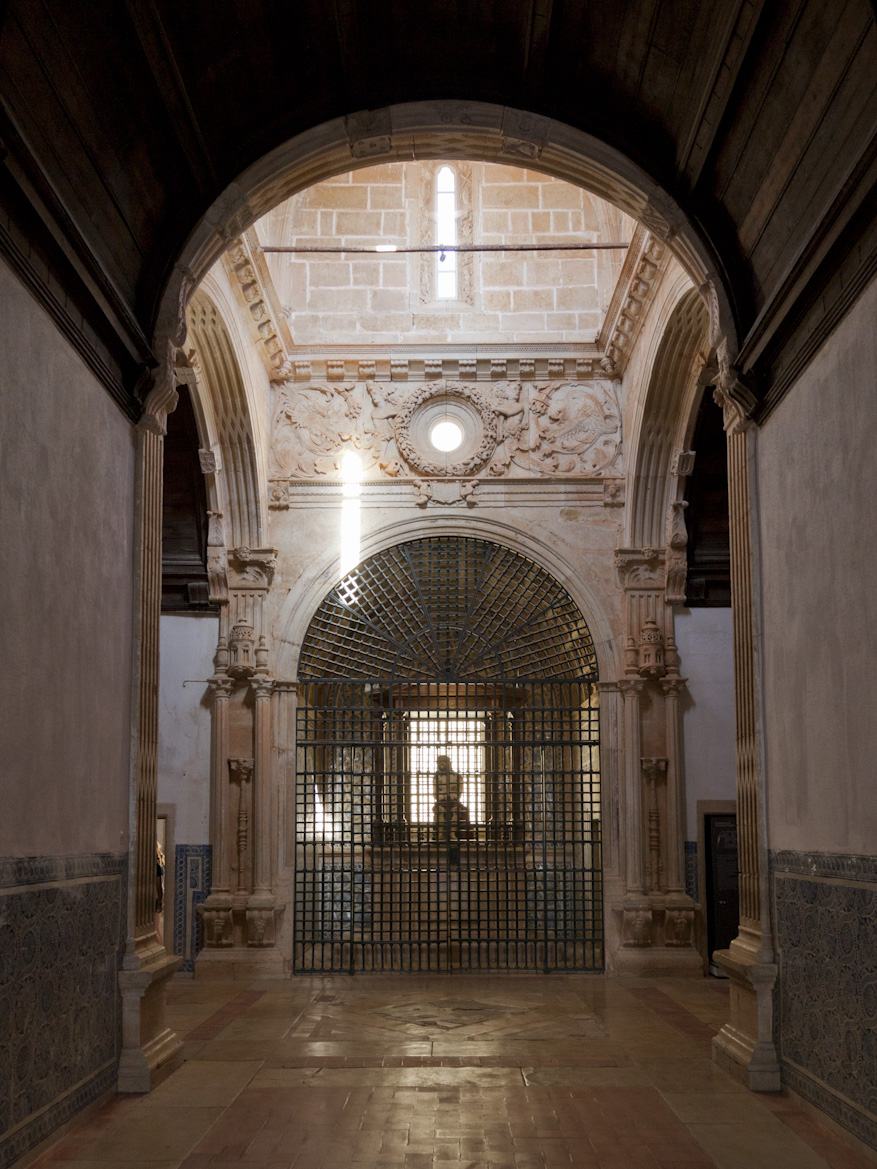
Cruzeiro (corredores do dormitório)
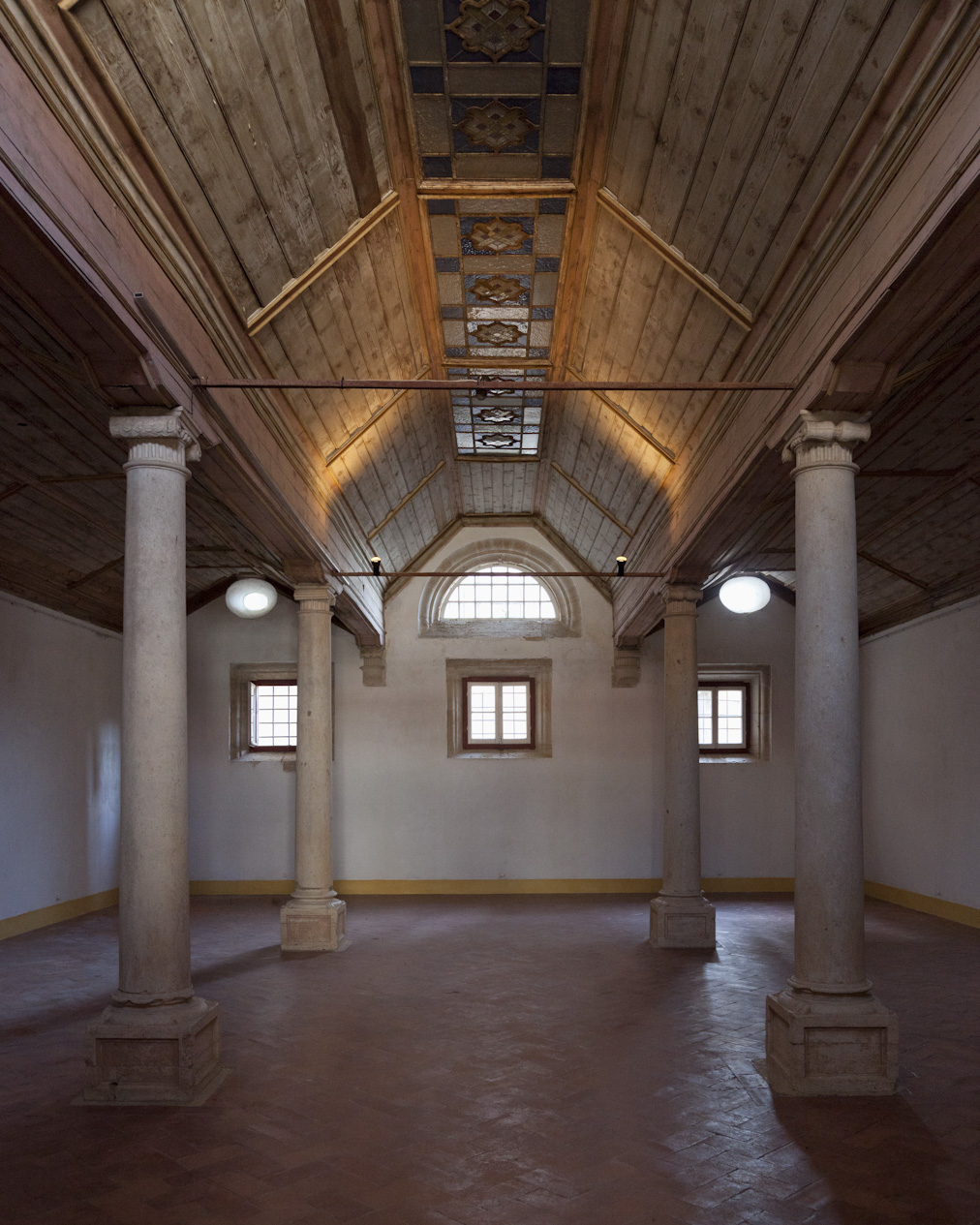
Noviciado (dormitório)
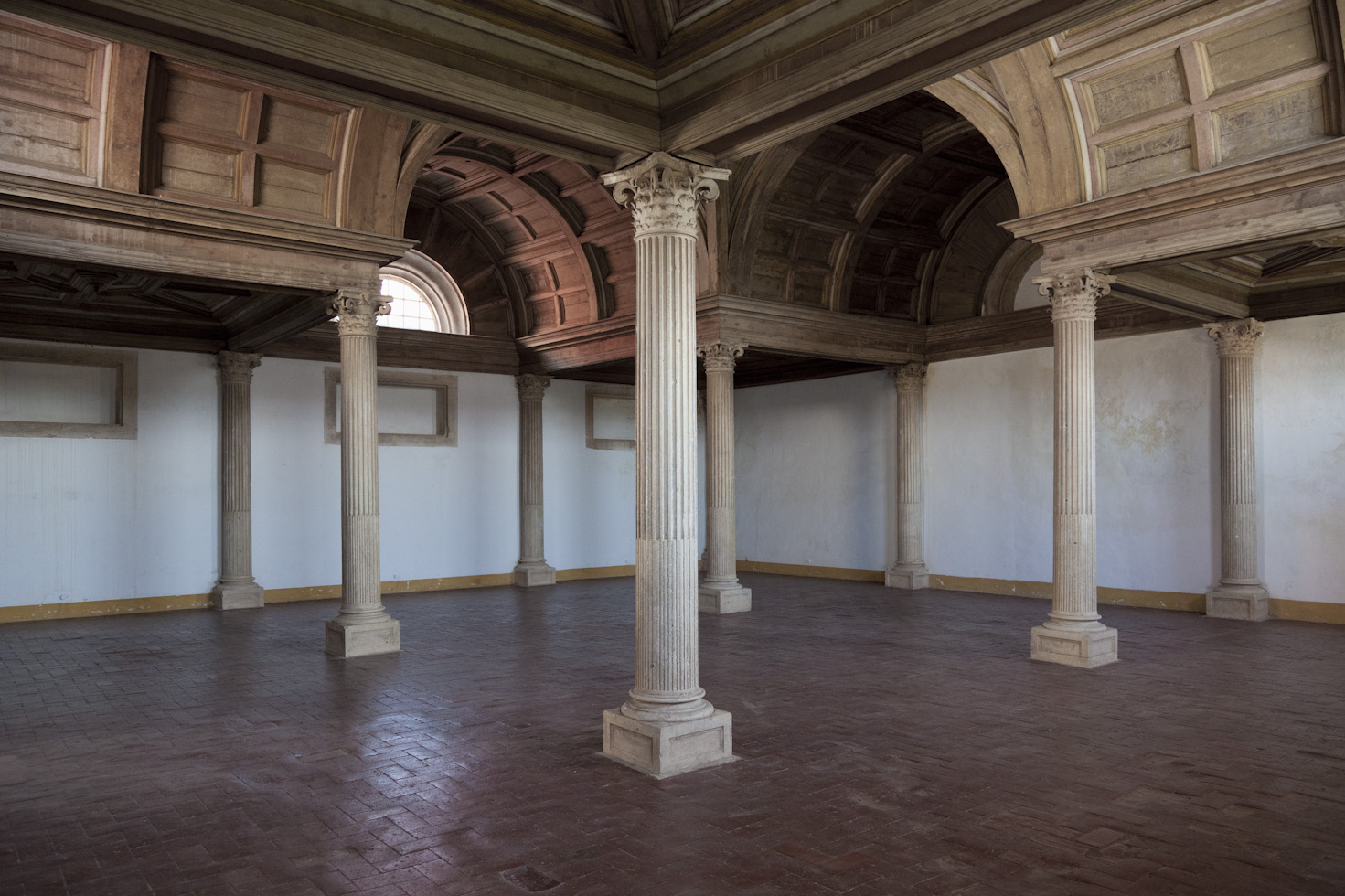
Capela do Noviciado

### Dormitórios e Cruzeiro, Refeitório, Noviciado
Os longos corredores do piso superior dos dormitórios são cobertos por extensas abóbadas de berço com caixotões em madeira de carvalho tipicamente classicistas; no local onde se cruzam formam o Cruzeiro propriamente dito, interessante peça arquitetónica projetada por Castilho com a assistência de Pedro Algorreta que tem adjacente uma capela com a imagem do Cristo Sentado ou Senhor da Cana Verde, 1654 (escultura em terracota de Inácia da Encarnação). Com decoração em relevo (guirlandas, putti…) e coberto por um lanternim com uma cúpula em «barrete de clérigo», o cruzeiro pontua a intersecção de corredores e altera a arquitetura límpida e despojada do conjunto. A sala do refeitório é coberta por uma abóbada de canhão, assente numa cornija contínua e com caixotões delimitados por nervuras em pedraria, de secção quadrangular e configuração clássica. Dois púlpitos, localizados frente a frente nas paredes mais longas, exibem motivos simbólicos renascentistas.
No primeiro piso da fachada oeste do claustro da Micha destacam-se as três salas do noviciado. Cada uma delas procura de alguma forma emular a sala hipostila de Vitrúvio; as duas primeiras (destinadas a dormitório dos noviços), apresentam um espaço arquitravado, com cobertura em madeira, suportado por quatro colunas centrais com capiteis jónicos; na terceira, quadrada – a Capela do Noviciado ou Dos Reis Magos –, "o arquiteto [João de Castilho] construiu uma das obras-primas renascentistas portuguesas." A cobertura desta sala, que remata o piso, é formada pelo cruzamento de duas abóbadas de canhão em madeira (com caixotões), suportadas por arquitraves assentes sobre colunas coríntias com capiteis compósitos, encontrando-se as quatro centrais perfeitamente destacadas e as restantes doze adossadas às paredes limítrofes.

### Aqueduto, Portaria Nova e Enfermaria Monástica
Construído na era de Filipe II de Espanha, o Aqueduto dos Pegões foi concebido por Filipe Terzi. Trata-se de uma obra de engenharia hidráulica de grande escala com cerca de 6 quilómetros de extensão, dispondo de um total de 180 arcos para as passagens aéreas da conduta. Destaque-se o trecho sobre o vale dos Pegões, constituído por 58 arcos de volta inteira, na zona mais funda do vale assentam sobre 16 arcos quebrados, por sua vez erguidos sobre imponentes maciços de alvenaria. O aqueduto termina com uma fiada de grandes arcos adossados à fachada sul do convento.
Do lado oposto, a norte do complexo conventual, dispõe-se o "longo e monótono" corpo da chamada Portaria Nova. Erigido no Século XVII, em Estilo chão, "sem quaisquer arremedos estilísticos", integra as Enfermarias e a Botica. Com entrada a norte, a Portaria Nova inclui uma escadaria em 3 lanços, com silhares de azulejos azuis e brancos de padrão, sendo precedida por um pequeno vestíbulo (a céu aberto), terminando na Sala dos Reis, um espaço quadrangular com azulejos idênticos aos da escadaria e teto apainelado de madeira pintada. A Sacristia Nova, em estilo maneirista, foi também edificada durante a Dinastia Filipina.

### Ermida de Nossa Senhora da Conceição
Localizada na proximidade do Convento de Cristo, a Ermida de Nossa Senhora da Conceição terá sido (segundo proposta do historiador Rafael Moreira), concebida como igreja-mausoléu para D. João III e os seus familiares (esse desejo testamentário do rei não seria, no entanto, cumprido pelos seus sucessores). De recorte quadrangular, esta pequena capela foi uma das derradeiras obras de João de Castilho; a sua configuração interior é em tudo idêntica à da Capela do Noviciado, embora neste caso totalmente em pedra. Seria terminada por Diogo de Torralva (cuja marca estilística se deteta em particular no exterior) depois da morte de Castilho.
"O belo exterior é de longe ultrapassado pelo interior", não muito espaçoso, onde paira um reflexo do primeiro renascimento italiano; este é de três naves cobertas por abóbadas de berço sobre primorosas colunas coríntias, sendo o transepto identicamente coberto por uma abóbada de berço. "A ermida pode ser considerada, justamente, uma das joias do renascimento europeu. A sua intrigante perfeição, especialmente no interior, [de Castilho] de uma harmonia ímpar na arquitetura portuguesa e peninsular, faz dela um verdadeiro exemplo da linguagem renascentista na arquitetura."

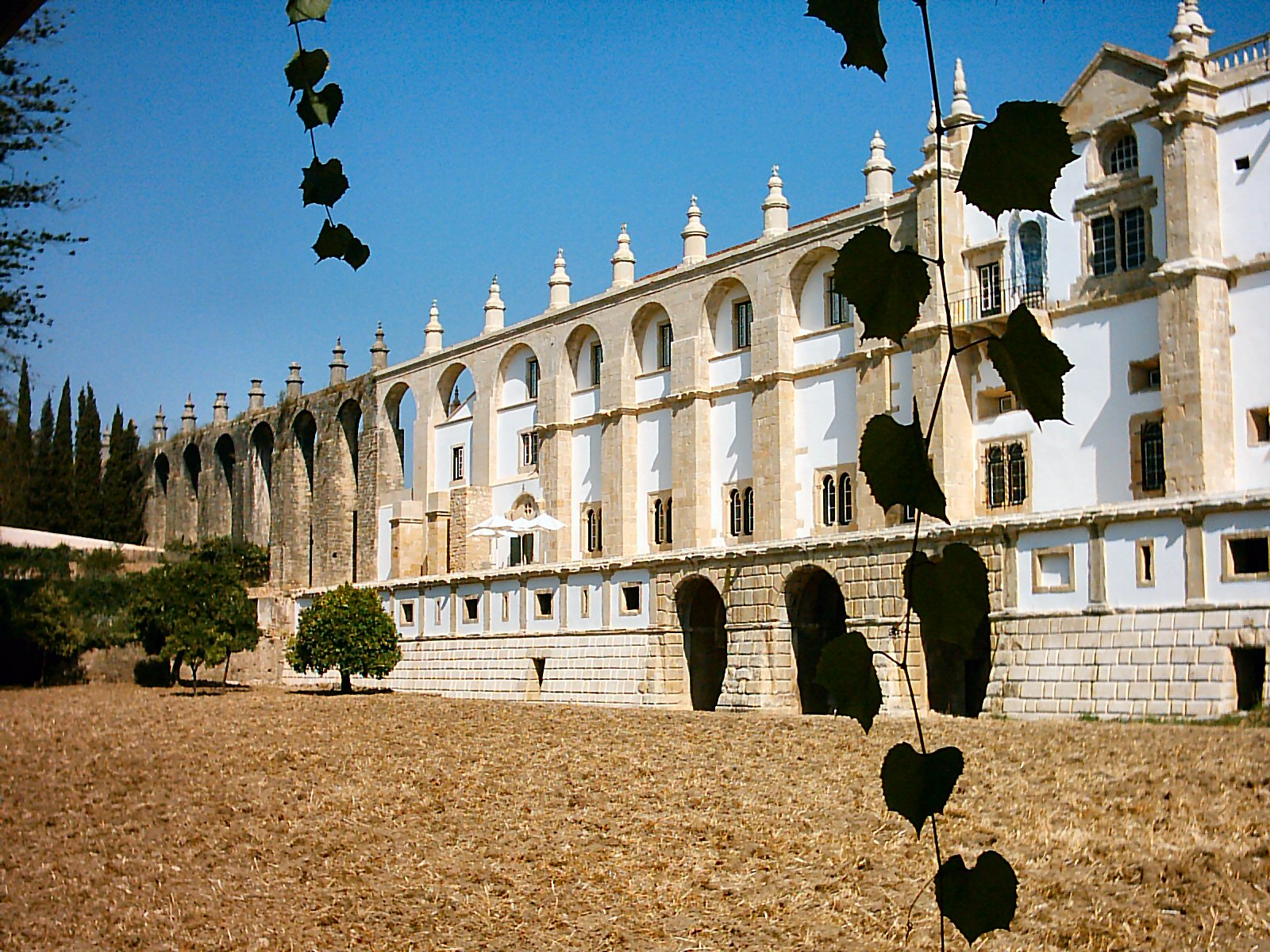
Fachada sul do Convento de Cristo; Aqueduto
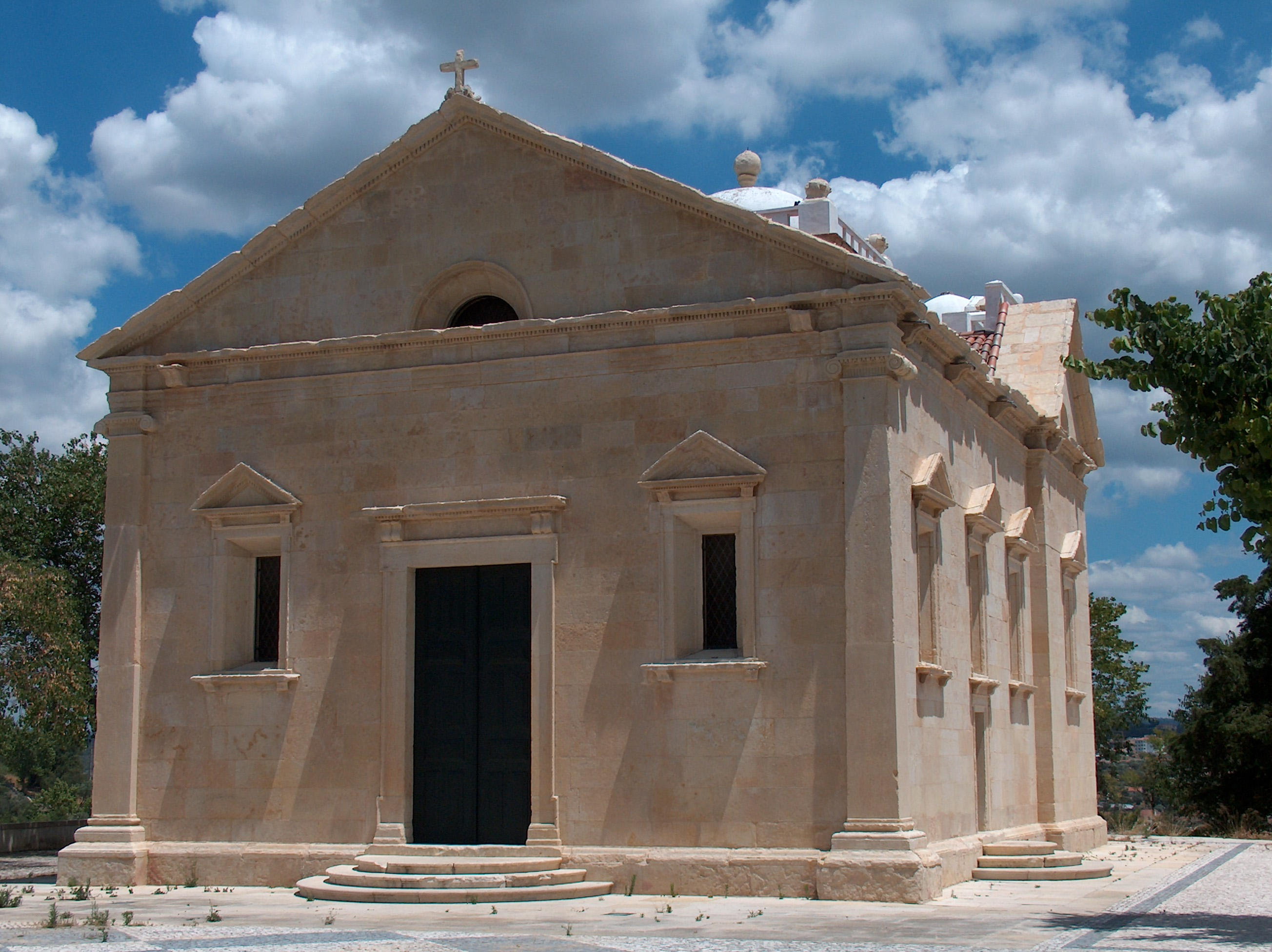
Ermida de Nossa Senhora da Conceição
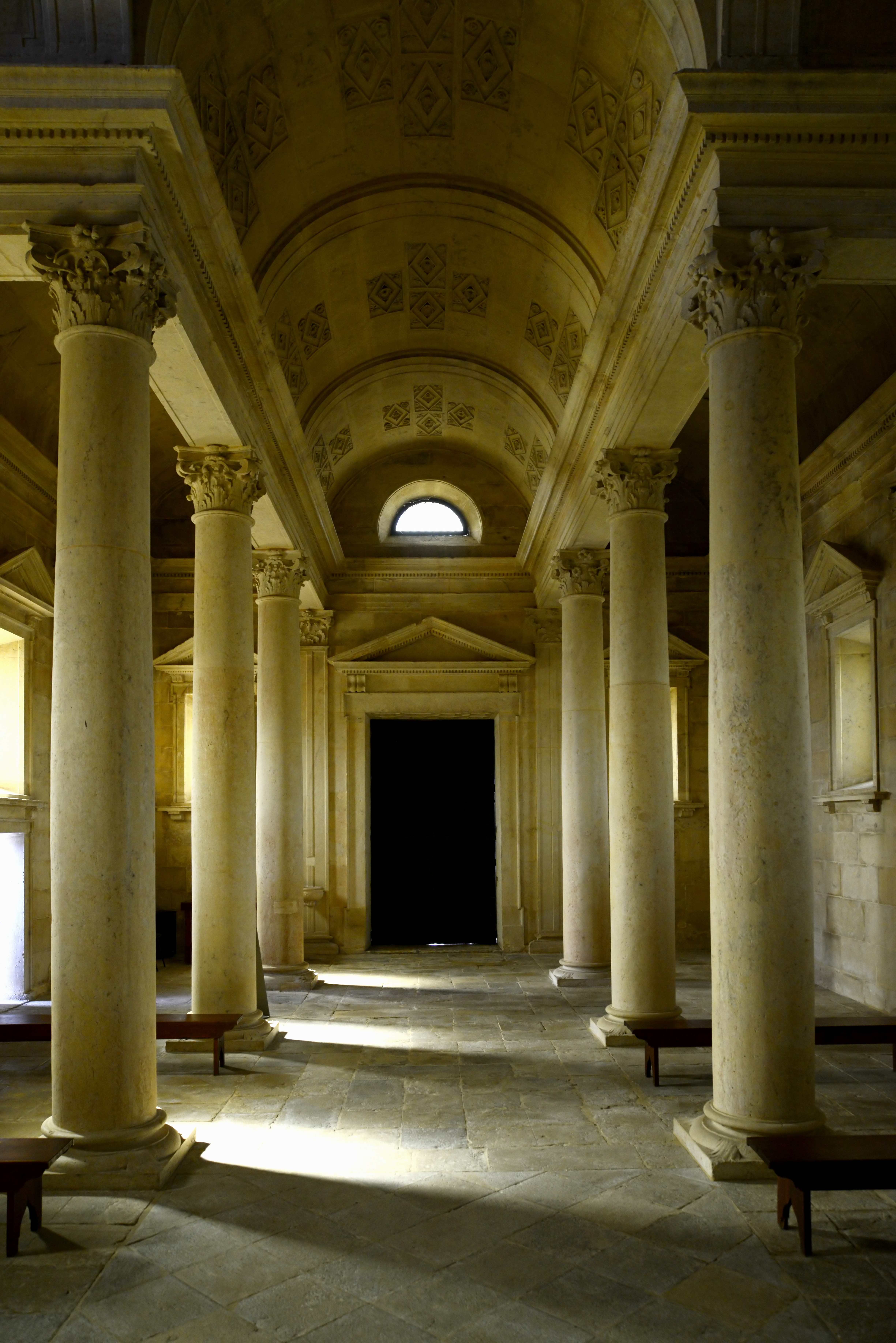
Interior da Ermida de N. S. da Conceição
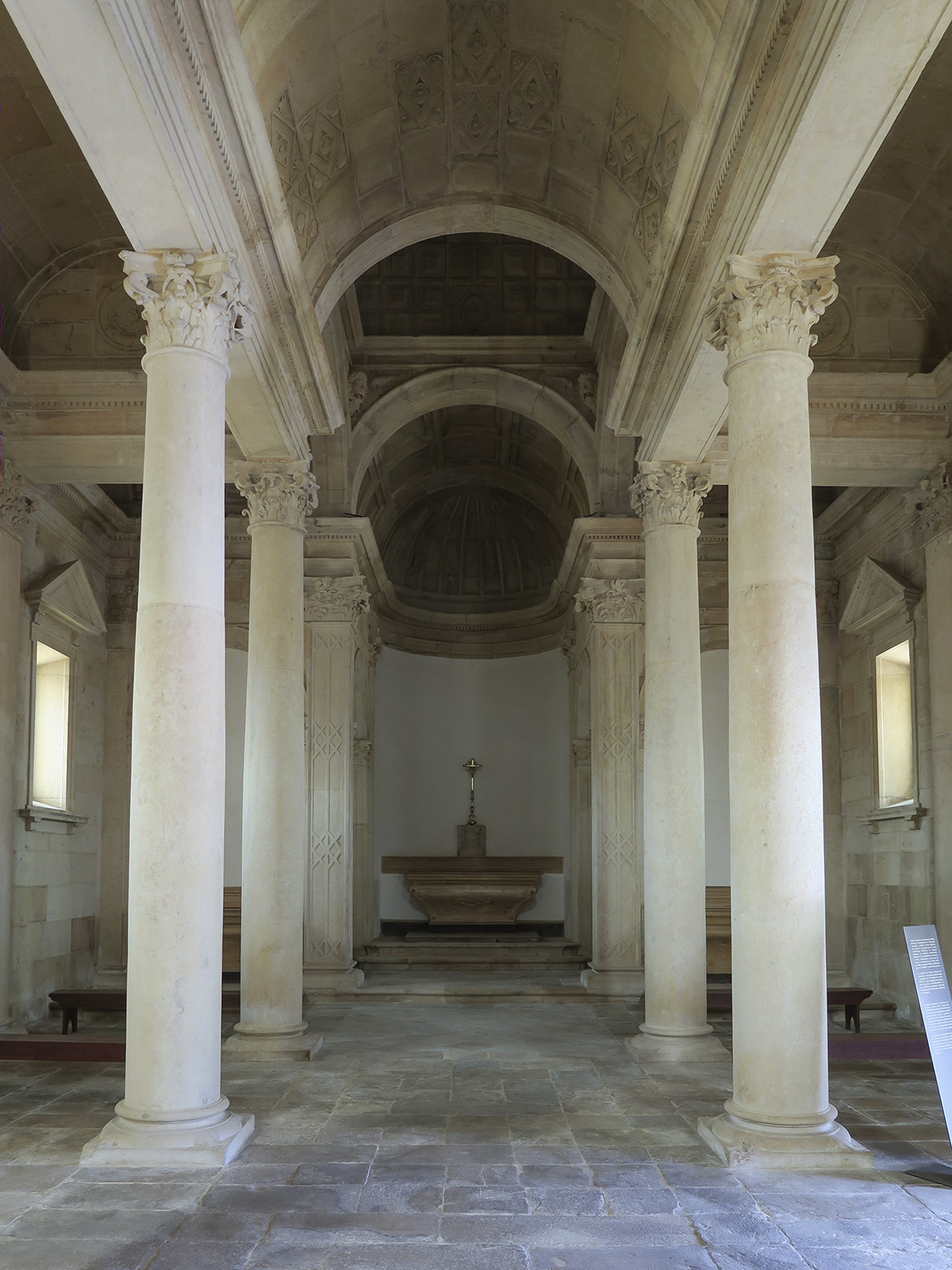
Interior da Ermida de N. S. da Conceição
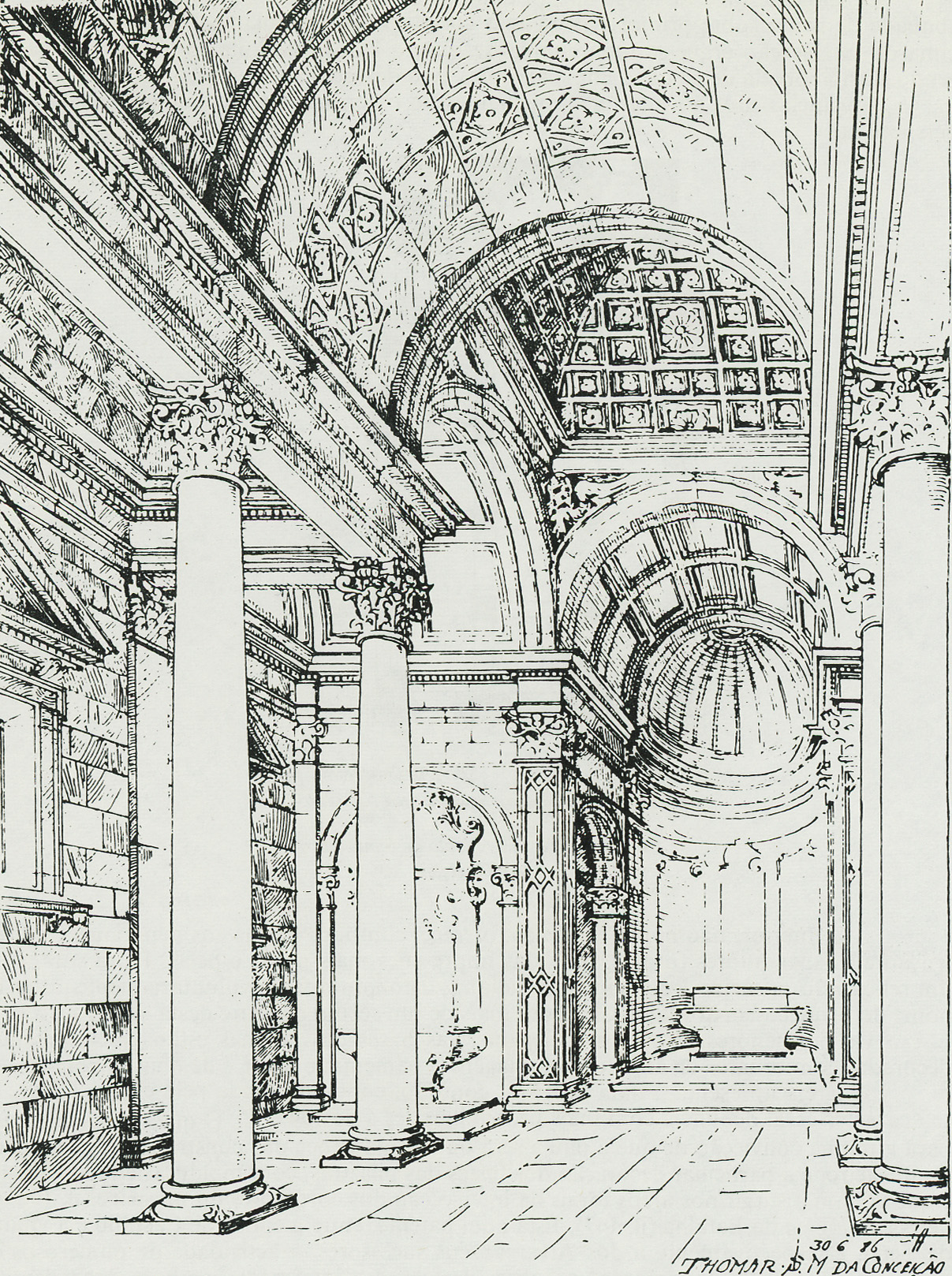
Haupt, interior da Ermida de N. S. da Conceição
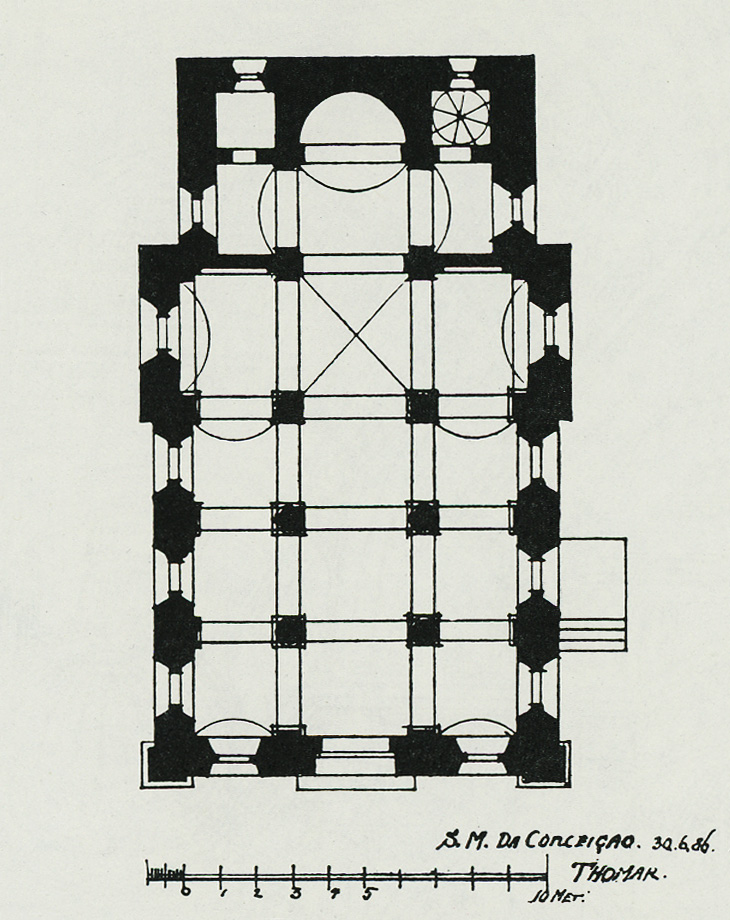
Haupt, planta da Ermida de N. S. da Conceição